# Boeing 707
Vous lisez un « bon article » labellisé en 2022.
Dimensions
Le Boeing 707 est un avion de ligne quadriréacteur long-courrier à fuselage étroit construit par Boeing Commercial Airplanes entre 1958 et 1979 pour le marché civil, et jusqu'en 1991 pour les dérivés militaires. Son nom est habituellement prononcé « seven o seven » en anglais et « sept cent sept » en français. Selon les versions l'avion a une capacité de 140 à 189 passagers et une distance franchissable comprise entre 4 630 et 10 650 km (2 500 et 5 750 NM).
Premier avion de ligne à réaction de l'avionneur, le 707 est doté d'une voilure en flèche et de moteurs montés en nacelles sous celle-ci. Ces deux choix techniques hérités des bombardiers à réaction conçus par Boeing dans les années précédentes font le succès de l'avion, et sont repris sur pratiquement tous les avions de ligne postérieurs, chez Boeing comme chez les autres constructeurs. Bien qu'il ne soit pas le premier jetliner en service, le 707 est le premier à rencontrer un succès commercial. Dominant le transport aérien de passagers dans les années 1960 et restant populaire dans les années 1970, le 707 est souvent considéré comme ayant inauguré l'ère du jet. Il établit Boeing comme l'un des principaux constructeurs d'avions de passagers, et conduit aux séries suivantes d'avions de ligne de désignation « 7x7 ». Les 727, 737 et 757 ultérieurs partagent des éléments du fuselage du 707.
Le démonstrateur « Dash 80 », destiné à prouver la faisabilité et les performances d'un jet à long rayon d'action, a volé pour la première fois en 1954. Il donne naissance au 707, mais aussi au KC-135 Stratotanker de ravitaillement en vol, autre appareil à la carrière hors du commun. L'élargissement du fuselage permettant d'accepter six places de front au lieu de cinq et d'autres modifications conduisent au 707-120 initial de production, motorisé par des turboréacteurs Pratt & Whitney JT3C, qui réalise son premier vol le 20 décembre 1957. Pan American World Airways met le 707 en service régulier le 26 octobre 1958.
Le 707 donne naissance à plusieurs versions : le 707-138 à long rayon d'action, le Boeing 720 destiné aux vols intérieurs (surtout nord-américains), le 707-220 surmotorisé pour les aéroports andins, puis les 707-320 et -420 à autonomie et capacité augmentées. Les tout premiers appareils sont livrés avec des réacteurs à simple flux, mais très vite s'imposent des réacteurs à double flux, bien plus économes et silencieux. Le 707 connait de nombreuses versions militaires, certaines construites spécifiquement (la plus célèbre étant représentée par les avions-radar AWACS), d'autres obtenues par conversion d'avions existants. Enfin, c'est un avion diplomatique important, utilisé par les présidents américains, et par de nombreux autres gouvernements. Si les 707 ont depuis longtemps disparu du trafic civil, beaucoup d'appareils militaires volent encore en 2022. L'avion est reconnu comme un des plus marquants de l'histoire aéronautique.

## Contexte

### Boeing avant le 707
La firme Boeing est créée en 1916 sous le nom Pacific Aero Products. Elle devient Boeing l'année suivante et remporte son premier gros contrat en vendant une cinquantaine de petits hydravions à flotteur Model C à l'US Navy, un contrat qui assure son démarrage industriel. Après une série de fusions et d'acquisitions dans les années 1920 est créé en 1929 le groupe United Aircraft and Transport Corporation, qui regroupe des activités de construction aéronautique, de transport aérien et de motorisation. Un scandale éclate sur les pratiques anticoncurrentielles dans le secteur du courrier aérien et le gouvernement fait usage d'une loi antitrust pour démanteler UATC dont les activités de transport aérien deviennent United Airlines.
Jusqu'au début des années 1950, la firme Boeing conçoit et produit principalement des avions militaires destinés à l'armée américaine, essentiellement des bombardiers, dont les plus fructueux sont les quadrimoteurs B-17 Flying Fortress et B-29 Superfortress très utilisés pendant la Seconde Guerre mondiale. Sur le marché civil, Boeing est cependant un outsider par rapport à Lockheed et Douglas. Le Lockheed Constellation, produit à plus de 850 exemplaires, est la référence absolue comme avion long-courrier. En comparaison, le 377 Stratocruiser de Boeing, basé sur le ravitailleur KC-97 et le C-97 Stratofreighter, ne s'est vendu qu'à une grosse cinquantaine d'exemplaires.

### Premiers avions de ligne à réaction
Le De Havilland Comet, le premier avion de ligne à réaction au monde, vole pour la première fois en 1949. Avec une vitesse de croisière de plus de 700 km/h, il permet de réduire de manière significative les temps de trajet par rapport aux avions à hélices en service à l'époque. Il offre aussi un gain considérable en matière de confort et son altitude de croisière le rend insensible à la météo (hors des points de départ et d'arrivée). Cependant, le Comet connait rapidement une série d'accidents. D'abord, deux appareils sont victimes de sorties de piste au décollage, attribuées dans un premier temps à des erreurs de pilotage, mais s'avérant aussi liées à la conception de la voilure. Surviennent ensuite deux accidents (Vol BOAC 781 et Vol South African Airways 201) provoqués par la désintégration en vol des appareils. Les Comet sont alors cloués au sol et les autres projets d'avions de ligne à réaction sont retardés. L'enquête révèle que le fuselage ne résiste pas aux cycles de pressurisation /dépressurisation. En effet, s'il existait déjà des avions pressurisés depuis des années, le Comet vole à une altitude bien plus élevée, et monte et descend bien plus vite.
De leur côté, les Soviétiques développent le Tupolev Tu-104, qui vole en 1955, et entre en service l'année suivante. Plus rapide que le Comet, le Tu-104 a été construit sur la base d'un bombardier, le Tu-16. En France, Sud-Aviation développe un biréacteur court-courrier, la Caravelle, qui fait son premier vol en 1955.

### Naissance du ravitaillement en vol

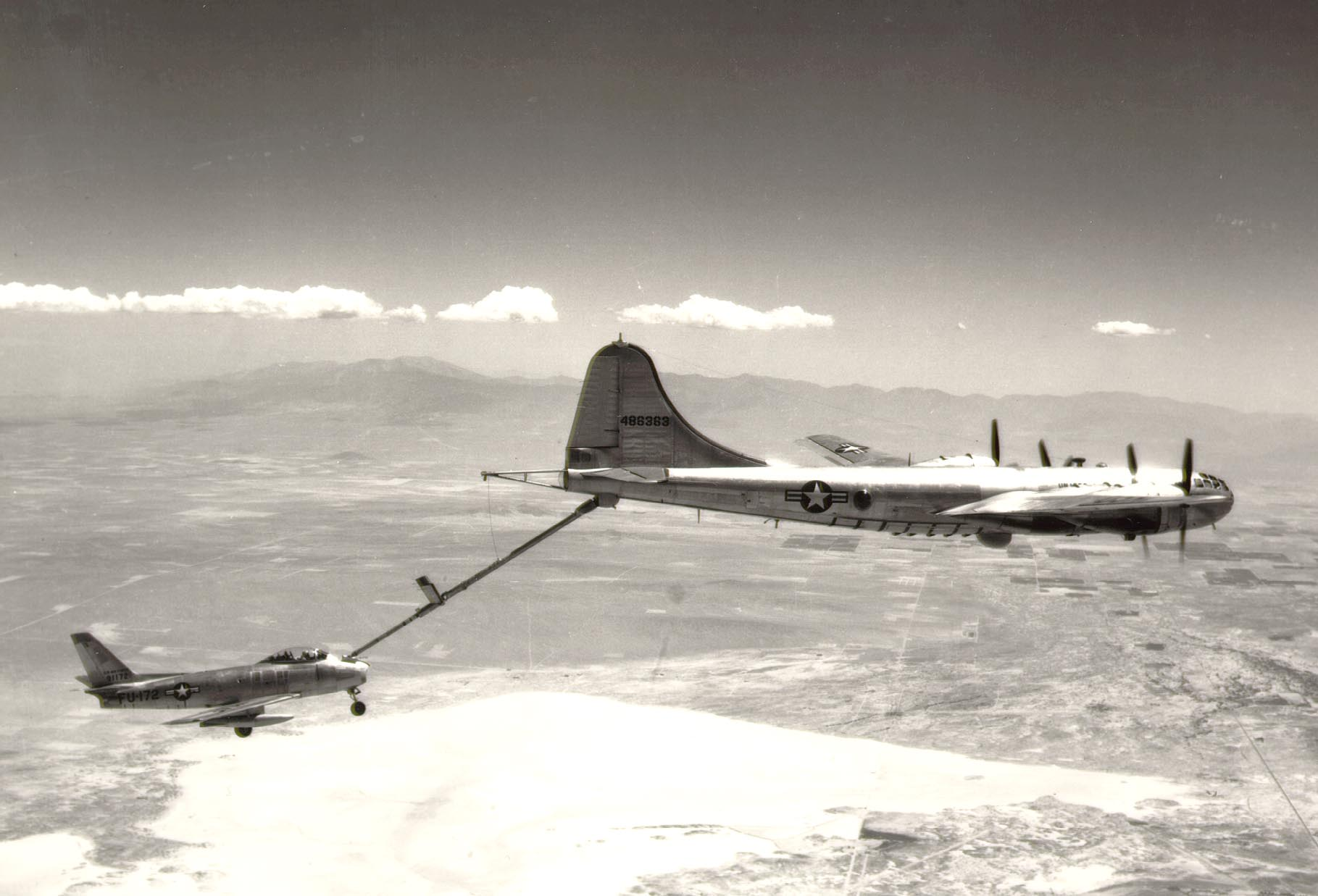
Un F-86, train sorti, ravitaillé par un KB-29.

Un autre élément de contexte important dans la naissance du 707 est le développement du ravitaillement en vol. En 1949, l'armée de l'air américaine (USAF) réalise une démonstration de force : un Boeing B-50 Superfortress effectue un tour du monde sans escale, en étant ravitaillé huit fois. Les premiers ravitailleurs utilisés sont des Boeing KB-29, c'est-à-dire des bombardiers B-29 de la Seconde Guerre mondiale transformés pour ce rôle. Le Boeing KB-50, qui vient peu de temps après, et le Boeing KC-97 Stratofreighter (avion mixte de transport et de ravitaillement) appartiennent à la même famille.
Le ravitaillement en vol s'impose rapidement comme un outil capital pour l'armée de l'air, et les premières sorties opérationnelles ont lieu pendant la guerre de Corée. Cependant, les avions ravitailleurs dérivés du B-29 présentent des limites. Ce sont des avions à hélices, ainsi les chasseurs ou les bombardiers à réaction qu'ils ravitaillent doivent réduire considérablement leur vitesse et leur altitude pour l'opération. De plus, ces avions lents sont des cibles faciles pour la chasse ennemie. Leurs moteurs à pistons consomment de l'essence aviation et non du kérosène, ces avions ont donc des réservoirs de carburant pour les avions à ravitailler complètement séparés de ceux destinés à leurs propres moteurs. Toutes ces contraintes font penser à Boeing que l'USAF ne va pas tarder à avoir besoin d'un ravitailleur à réaction.

### Bombardiers B-47 et B-52

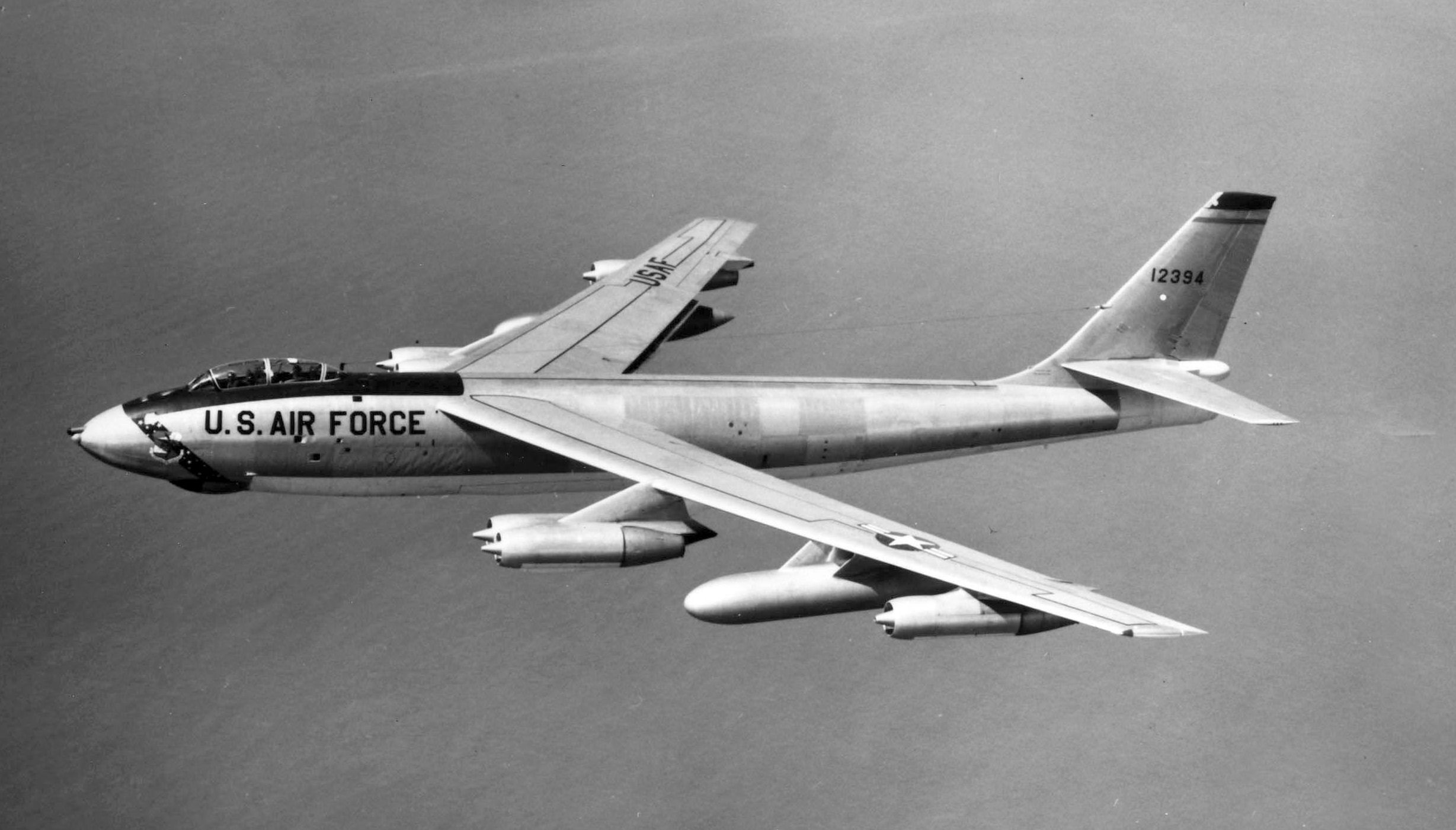
Bombardier B-47.

En 1944, l'US Army Air Corp émet une spécification pour un bombardier à réaction. L'avion doit voler à près de 900 km/h à 13 000 m d'altitude, et pouvoir revenir à sa base après avoir largué une bombe de plus de 3 500 kg sur une cible située à 6 500 km. Ces spécifications représentent un bond considérable par rapport au Boeing B-29 Superfortress à hélices qui vient d'entrer en service. Quatre constructeurs répondent à cette demande : Boeing avec son B-47, North American avec le B-45 Tornado, Convair avec le XB-46 et Martin avec le XB-48. Tous ces appareils volent en 1947. Seuls les avions de North American et Boeing sont produits en série, mais le premier en petit nombre. Le B-47 s'est en effet démarqué grâce à deux caractéristiques techniques remarquables : une aile en flèche et des réacteurs disposés en nacelle sous les ailes. Ces deux innovations font du B-47 une étape vers le 707. En outre, il utilise des réacteurs à flux axial, nouveau type qui s'impose rapidement en remplacement des réacteurs type « Whittle » à flux centrifuge,.
Le B-52, bombardier beaucoup plus grand, octoréacteur, au rayon d'action bien supérieur, est développé à la suite du B-47 et reprend ces mêmes principes. Cet appareil à la longévité hors du commun (il devrait rester en service jusqu'en 2050) conforte l'expérience de Boeing dans la conception d'avions à réaction de grandes dimensions.

## Développement

### Lancement
À la fin des années 1940, la direction de Boeing pense qu'un long-courrier à réaction est désormais un projet viable. Cela distingue l'entreprise de Douglas et Lockheed, qui pensent qu'un tel projet est prématuré et lancent une nouvelle génération d'appareil à moteurs à piston, avec respectivement le DC-7 et le L-1049 Super Constellation. Les ingénieurs de Boeing esquissent des dizaines de configurations différentes pour un avion à réaction à long rayon d'action, destiné à la fois aux marchés du transport commercial et du ravitaillement en vol. Certains des croquis reprennent le fuselage en « 8 » des 377. Beaucoup ont des moteurs associés deux par deux, en nacelles doubles, comme le B-47 et le B-52, choix finalement jugé trop dangereux. Des réservoirs en extrémité d'aile (comme on peut en voir sur le Learjet 23 par exemple) sont présents sur certaines propositions. Quatre configurations sont menées jusqu'aux essais en soufflerie. La conception du prototype est figée fin 1951,.

### PrototypeDash 80

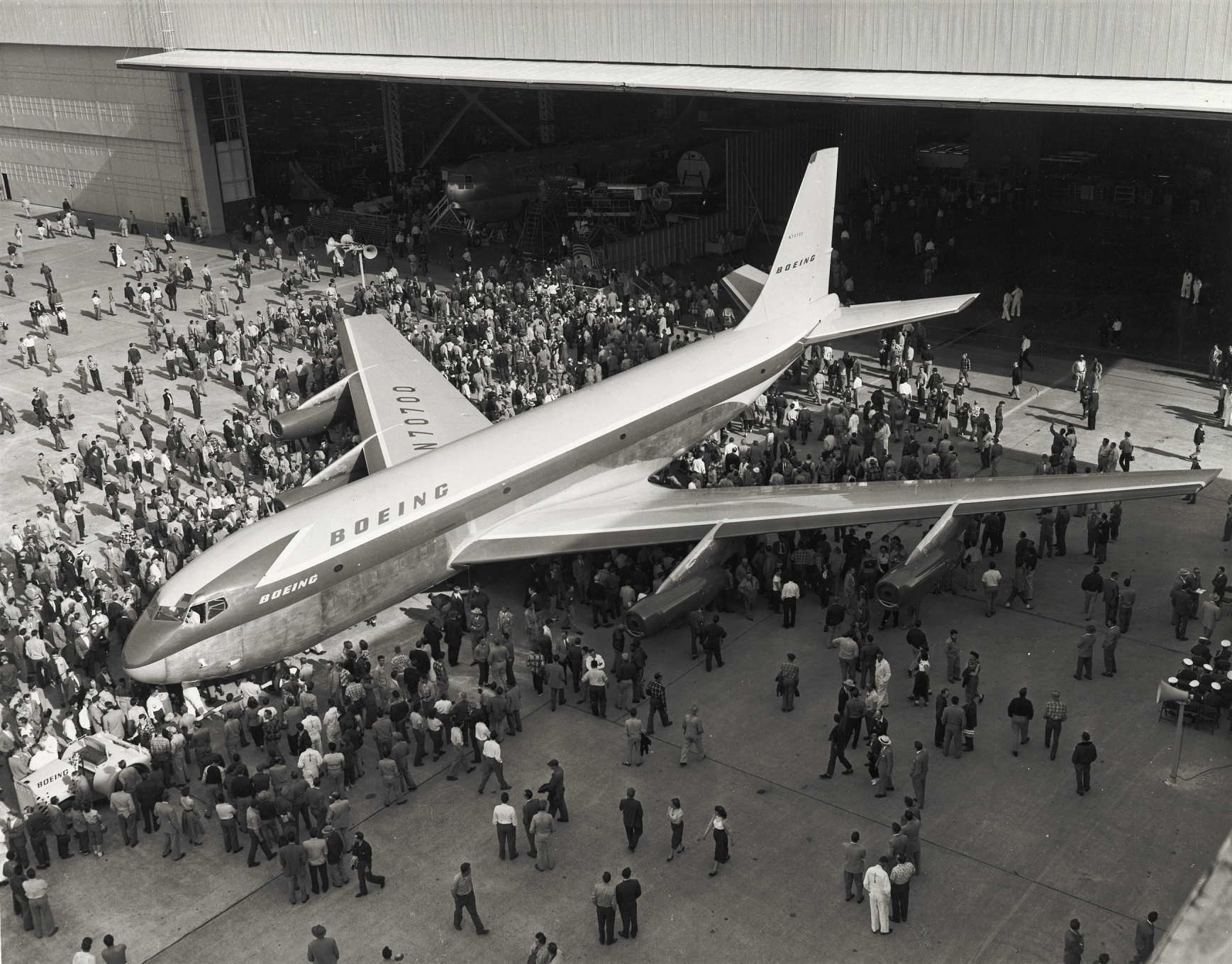
Le Boeing 367-80 lors de sa présentation officielle à l'usine de Renton le 14 mai 1954.

La construction d'un jet commercial est annoncée par Boeing dès le 30 août 1952, afin de répondre aux besoins nouveaux et futurs de l'aéronautique à cette époque en pleine expansion. Le projet a pour but de concevoir un avion à réaction doté d'une autonomie lui permettant d'effectuer des vols transcontinentaux. Pour ce nouvel avion, Boeing souhaite un nom qui souligne la différence avec les avions à hélices précédents qui portent essentiellement des numéros dans les 300, tandis que les séries 400, 500 et 600 sont utilisées par d'autres avions, ainsi que par des missiles et d'autres produits de la firme. De plus, les responsables de Boeing ont remarqué que le chiffre 7 revient souvent dans les numéros de modèles des avions à succès, tels que le 247, le 307, le 377 et le B-17. Il est décidé que les avions de ligne à réaction portent des numéros dans les 700, le premier devant être le 707. Toutefois, pour tromper la concurrence, le prototype est nommé 367-80, une désignation visant à le rapprocher de l'avion à hélices 367, utilisé par l'armée sous la désignation KC-97,.
Le démonstrateur Boeing 367-80 est achevé après deux ans de développement pour un coût total de 16 millions de dollars, (environ 168 millions en 2022) ; construit à l'usine Boeing de Renton, près de Seattle, il est présenté officiellement le 14 mai 1954. L'appareil dispose d'une voilure en flèche et est motorisé par quatre turboréacteurs situés dans des nacelles sous les ailes. Le fuselage mesure 3,35 m de large et peut accueillir des rangées de cinq sièges de front. Le démonstrateur, surnommé « Dash 80 », effectue avec succès son premier vol le 15 juillet, soit le jour du 38e anniversaire de Boeing,. Pendant l'un des vols de démonstration, le Dash 80 effectue un tonneau, manœuvre pour le moins inattendue pour un avion de ligne quadriréacteur, qui contribue à sa célébrité.

### DuDash 80aux avions de série
Début 1954, pendant que Boeing assemble son prototype, l'USAF lance finalement l'appel d'offre pour un avion ravitailleur à réaction que le constructeur avait anticipé. Cette décision est en partie motivée par la prise de conscience du fait que même le B-52 ne possède pas l'autonomie nécessaire pour bombarder des cibles n'importe où en URSS et rejoindre une base alliée sans ravitaillement. Boeing, Lockheed et Convair sont appelés à présenter des propositions. Bien que Boeing dispose déjà d'un prototype, alors que ses deux concurrents n'ont à présenter que des plans, c'est le CL-291 de Lockheed qui est officiellement désigné vainqueur de l'appel d'offre. Néanmoins, l'USAF souhaite disposer d'avions opérationnels rapidement et commande tout de même à Boeing 29 ravitailleurs dérivés du prototype de Dash 80, à titre « intérimaire ».
L'USAF finit par renoncer à l'idée d'utiliser les deux types en parallèle et annule le contrat avec Lockheed, tout en demandant à Boeing des modifications sur l'avion. Les clients civils potentiels demandent des modifications différentes, et il apparait de plus en plus que les différences entre le ravitailleur et l'avion de ligne seront substantielles, réduisant les économies d'échelles que Boeing espérait réaliser. Par ailleurs, le fait que le programme ait un versant militaire est une source d'inquiétude pour certains clients civils potentiels : en cas d'escalade des tensions Est-Ouest, l'USAF peut augmenter brusquement ses commandes de ravitailleurs, et ainsi préempter la capacité de production de Boeing, retardant les livraisons d'avions de ligne.
En juin 1955, Douglas, mieux établi sur le marché civil que Boeing, annonce officiellement son DC-8, sur lesquels les travaux ont débuté en 1952, et dont une version avait aussi été proposée comme ravitailleur pour l'USAF. Le projet de Douglas possède un fuselage plus large que le Dash 80, permettant d'asseoir six passagers au lieu de cinq par rangée.
Sous la pression, principalement, de Juan Trippe, directeur de la Pan American, Boeing revoit son projet en augmentant la section du fuselage. Le 13 octobre 1955, Pan American annonce avoir passé commande de 20 Boeing 707 et 25 Douglas DC-8, devenant le premier client pour l'avion de Boeing, et le deuxième pour son concurrent,. Le monde de l'aviation est encore pour quelque temps partagé sur l'avenir de ces avions de ligne à réaction : les uns y voient une révolution, d'autres doutent de leur viabilité. Les arguments de ces derniers concernent les coûts d'entretien, les inquiétudes après les accidents du Comet, la nécessité de pistes très longues pour ces avions, ou encore la capacité du 707 et DC-8, qui parait surdimensionnée pour l'époque,.

## Caractéristiques techniques

### Réacteurs utilisés
Les 707 civils ont été livrés neufs avec des réacteurs Pratt & Whitney JT3C puis JT3D (pour la grande majorité), Pratt & Whitney JT4A et Rolls-Royce RB.80 Conway. Deux autres familles de moteurs ont animé des 707 : les CFM-56 montés (d'usine ou en remotorisation) sur plusieurs versions militaires, et, anecdotiquement, des Pratt & Whitney JT8D.

#### Pratt & Whitney JT3C et JT4A à simple flux
Le 707 a initialement été conçu pour utiliser le Pratt & Whitney JT3. Ce réacteur, qui a commencé ses essais en vol en 1951, représente alors un saut technologique considérable. Sa poussée d'environ 45 kN dépasse tout ce qui se faisait aux États-Unis à la fin des années 1940. C'est un réacteur à flux axial, et non centrifuge. Il présente une configuration à double corps : cela signifie qu'il possède deux arbres coaxiaux, tournant à des vitesses différentes et indépendantes. L'axe central relie les compresseurs basse pression (tout à l'avant du moteur) et les turbines basse pression (tout à l'arrière), tandis que l'axe externe relie les compresseurs haute pression et les turbines haute pression. Cette conception permet d'augmenter le taux de compression, et donc le rendement du réacteur,,.
Désigné J57 pour les militaires, ce moteur a équipé dans une version à postcombustion, des avions de chasse, notamment le North American F-100 Super Sabre. Il a aussi équipé le Boeing B-52, dans une version à injection d'eau. Le prototype « dash 80 » vole avec des JT3P offrant 42,3 kN, très similaires à ceux du B-52. Au décollage, de l'eau déminéralisée est ajoutée à plusieurs niveaux entre les étages de compression. Ainsi, la masse éjectée est augmentée par la vapeur, et on peut accroître la quantité de carburant injectée sans que le moteur ne surchauffe. Ainsi, la poussée peut être brièvement portée 48,9 kN. Les décollages avec injection d'eau posent cependant le problème de générer énormément de bruit et de fumée, à un point qui a rendu cette technique vite inacceptable, même dans le domaine militaire (et a fortiori pour les vols commerciaux).
Le Pratt & Whitney J75 (qui est notamment le moteur du Convair F-106 Delta Dart), considéré comme le « grand frère » du J57 (sa conception est très similaire, mais il est sensiblement plus grand), est aussi produit en version civile (sous le nom JT4A), et est adopté par Boeing sur deux versions du 707 : le 707-220 (dit « hot and high ») et le 320 (version à masse accrue). Néanmoins, ces réacteurs à simple flux deviennent très vite obsolètes : l'arrivée de réacteurs à double flux, disponibles dès 1960 pour les clients du 707, représente un tel bond que tous les clients les adoptent très rapidement.

#### Rolls-Royce Conway
Le Rolls-Royce RB.80 Conway britannique est le seul réacteur proposé par Boeing sur 707 civils neufs qui n'est pas produit par Pratt & Whitney. Il a lui aussi une origine militaire, puisque le bombardier Handley Page Victor est sa première application. Le Conway est un réacteur à double flux, c'est d'ailleurs le premier admis en service régulier. Dans un réacteur à double flux, le volume d'air admis est supérieur à celui utilisé par les brûleurs. L'excédent est rejeté en périphérie du moteur, c'est le « flux froid ». Dans le cas du Conway, le taux de dilution est de 0,3, ce qui signifie que pour un mètre cube d'air admis dans le flux chaud, 0,3 mètre cube passe dans le flux froid. Le taux de dilution a augmenté au fur et à mesure de l'évolution des réacteurs double flux, jusqu'à dépasser 10 sur des moteurs comme le LEAP. Le Conway ne possède pas de soufflante, la séparation entre flux froid et flux chaud se fait après les compresseurs basse pression. L'architecture à double flux augmente (encore modérément dans le cas du Conway) la masse d'air éjectée, mais réduit la vitesse (puisque les turbines ont prélevé davantage d'énergie sur le flux chaud). Cela accroît l'efficacité du moteur, et réduit le niveau de bruit.

#### Pratt & Whitney JT3D
En réponse au Conway, Pratt & Whitney modifie son JT3 pour en faire un turboréacteur à double flux, avec la version JT3D (désignée TF33 pour les militaires). Les trois premiers étages du compresseur sont remplacés par deux étages de soufflantes, tandis qu'un troisième étage de turbine basse pression est ajouté à l'arrière du moteur, pour prélever plus d'énergie au flux chaud. Le diamètre du moteur au niveau de l'admission d'air passe de 99 à 135 cm. En plus d'une efficacité améliorée, le nouveau moteur dispose d'une réserve de puissance confortable, qui permet de se passer complètement de l'injection d'eau,. Le JT3D devient le réacteur de la majorité des 707. Les versions équipées de moteurs JT3D sont caractérisées par le suffixe « B » (707-120B, -320B). La modification du JT3C en JT3D est étonnamment simple : Pratt & Whitney fournit un kit de conversion qui permet aux techniciens de maintenance de transformer les JT3C existants en JT3D.

#### CFM International CFM56
La gamme CFM International CFM56 de réacteurs à fort taux de dilution et à puissance moyenne est issue d'un partenariat entamé en 1971 entre deux motoristes : General Electric aux États-Unis et SNECMA (devenu Safran en 2005) en France. Ces réacteurs ont connu un énorme succès commercial. En 1980, l'USAF les a adoptés pour rééquiper la plupart de ses KC-135, qui utilisaient encore des J57 à simple flux. Le CFM-56 a ensuite été adopté sur les Boeing 737 de deuxième génération, et a aussi été utilisé pour remotoriser des Douglas DC-8. Son emploi sur des 707 civils, envisagé, n'est pas allé au-delà d'une campagne d'essai en vol. En revanche, ce moteur a été adopté sur 707 militaires produits dans les années 1980, à savoir les E-6 Mercury, les AWACS français et britanniques et les ravitailleurs saoudiens.

#### Pratt & Whitney JT8D
À la fin des années 1970, Pratt and Whitney a développé le JT8D-200, une version profondément améliorée du JT8D qui équipait les 737, 727 et DC-9. Le motoriste l'a proposé, entre autres, comme option de remotorisation sur les 707, permettant une réduction de consommation de l'ordre de 17 % par rapport à un JT3D, ainsi qu'une diminution du bruit, tout en ne coûtant que la moitié du prix d'un CFM-56. Cette offre n'a rencontré qu'un succès limité, étant adoptée sur les 17 E-8 Joint Stars, et sur un appareil utilisé pour des transports privés. Pour les E-8, le JT8D a en fait été adopté en raison de son faible diamètre : des CFM-56 auraient obscurci une partie du champ de vision des radars surveillant le sol.

#### Tableau comparatif
La tableau ci-après compare les caractéristiques des moteurs utilisés sur les 707. Par souci de lisibilité, seule une version de chaque moteur est donnée. La poussée maximale donnée s'entend au niveau de la mer, mais en régime continu, une poussée supérieure peut être obtenue au décollage (avec injection d'eau dans le cas du JT3C). La consommation spécifique donnée s'entend à l'attitude croisière. La consommation spécifique se définit comme la masse en kg de carburant que le moteur doit brûler pour produire 9,8 Newtons (un kilogramme-force) de poussée pendant une heure.
| Désignation             | JT3C-6          | JT4A            | Conway Mk.508 | JT3D-3B         | CFM-56-2A         | JT8D-219        |
| ----------------------- | --------------- | --------------- | ------------- | --------------- | ----------------- | --------------- |
| Constructeur            | Pratt & Whitney | Pratt & Whitney | Rolls-Royce   | Pratt & Whitney | CFM International | Pratt & Whitney |
| Versions du 707         | -120            | -220, -320      | -420          | -120B           | E-3               | E-8 (converti)  |
| Architecture:           |                 |                 |               |                 |                   |                 |
| Étages Soufflante       | n/a             | n/a             | n/a           | 2               | 1                 | 1               |
| Étages compresseur BP   | 9               | 8               | 7             | 6               | 3                 | 6               |
| Étages compresseur HP   | 9               | 7               | 9             | 7               | 9                 | 7               |
| Nombre de brûleurs-     | 8               | 8               | 10            | 8               | 10                | 9               |
| Étages turbine HP       | 2               | 1               | 1             | 1               | 1                 | 1               |
| Étages turbine BP       | 1               | 2               | 2             | 3               | 4                 | 3               |
| Performances :          |                 |                 |               |                 |                   |                 |
| Poussée max (kN)        | 53              | 78              | 65            | 76              | 104               | 94              |
| Poids (kg)              | 1905            | 2300            | 2127          | 1950            | 2100              | 2048            |
| Taux de dilution        | n/a             | n/a             | 0,3           | 1,42            | 5,9               | 1,74            |
| Taux de compression     | 12, 5           | 12,5            | 14,1          | 16              | 31,8              | 21              |
| Consommation spécifique | 0,91            | 0,98            | 0,726         | 0,82            | 0,671             | 0,730           |

#### Galerie d'images
| Avion au décollage, les moteurs produisent une quantité énorme de fumée. |
| Décollage avec injection d'eau sur JT3C (KC-135)                         |

| Un réacteur d'avion en forme de cylindre. |
| JT3C en exposition                        |

| Turboréacteur dont le carter a été découpé, pour mettre en évidence les organes internes. |
| Maquette ouverte du JT3C                                                                  |

| Turboréacteur sur un socle en béton dans un parc. |
| Rolls-Royce Conway                                |

| moteur CFM-56 en exposition. Il se distingue des précédant par un diamètre beaucoup plus grand. |
| CFM-56-2A.                                                                                      |

| moteur sur un chariot de manutention. |
| Un JT8D-219.                          |

### Montage des moteurs
Les réacteurs sont montés en pylône sous les ailes, à la manière de ce que Boeing avait déjà expérimenté sur les B-47 et B-52. Cette configuration, devenue quasiment universelle sur les avions de ligne, permet de mieux répartir le poids : comme l'aile génère la portance, le fait de placer le poids des moteurs de façon distribuée sous l'aile, plutôt que sur le fuselage, diminue les contraintes que doit supporter l'interface aile/fuselage. En comparaison avec le montage des moteurs dans l'aile elle-même, comme sur le De Havilland Comet, la solution retenue par Boeing est plus sûre, car elle met plus de distance entre les moteurs et les réservoirs de carburant. En outre, elle facilite la maintenance. Elle présente un dernier avantage qui s'est fait sentir sur la durée : elle ne pose pas de limite aussi stricte à l'encombrement des moteurs. Ainsi, le 707 a pu évoluer en utilisant des moteurs double flux à haut taux de dilution, bien plus grands en diamètre que les turbojets d'origine, ce qui aurait été impossible pour le Comet,.

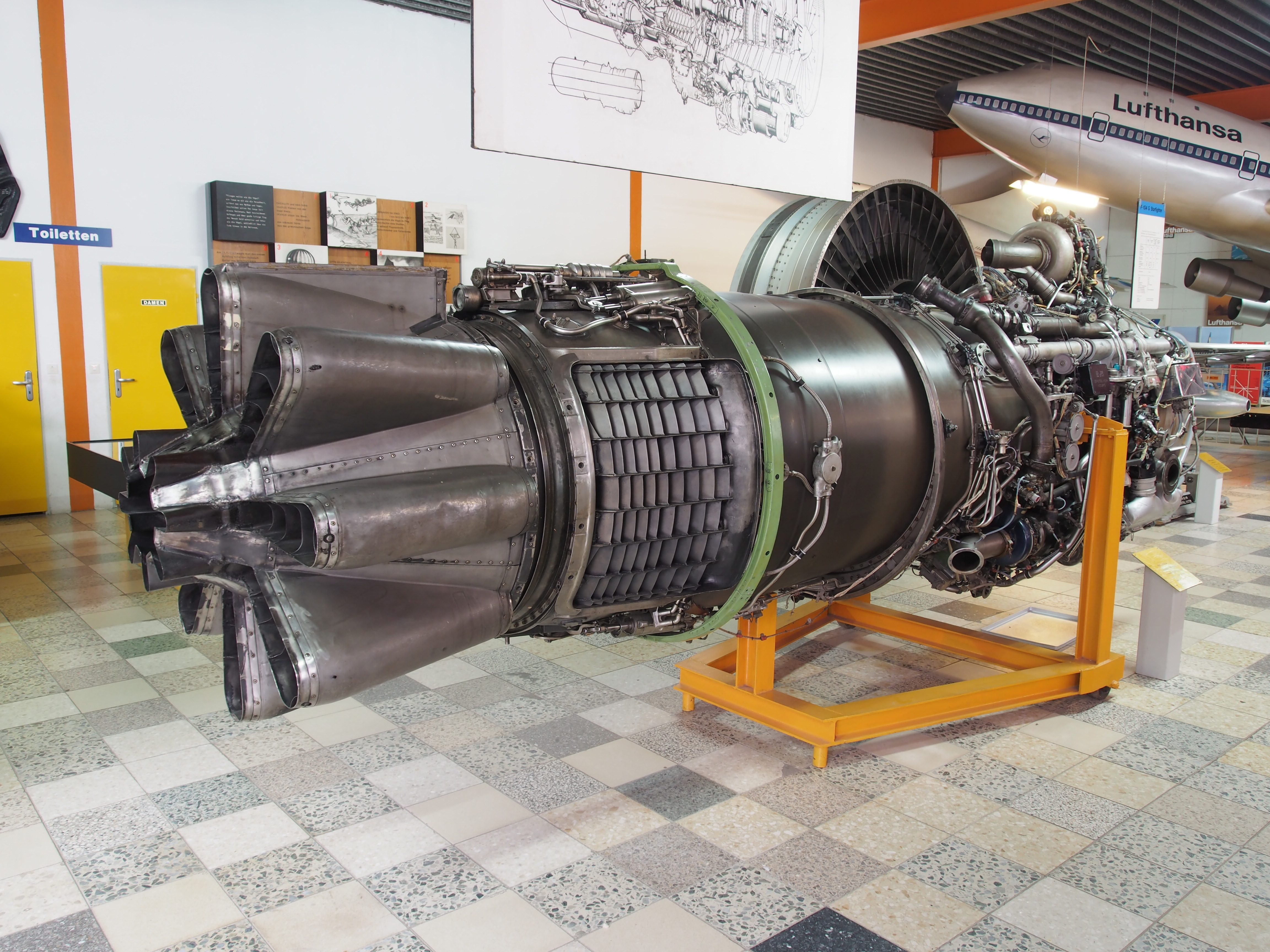
Réacteur Conway avec une tuyère de réduction de bruit.

Les réacteurs JT3D et Conway, à la fin des années 1970, sont devenus trop bruyants au regard des normes. Différentes sociétés ont proposé des solutions visant à masquer leur bruit. Des kits « silencieux » ont été installés sur de nombreux 707. Il s'agit d'une tuyère de forme particulière, constituée de plusieurs tubes, qui améliore les conditions de mélange entre le flux sortant du réacteur et l'air ambiant. Ces dispositifs sont inutiles sur des moteurs plus modernes à taux de dilution élevé.
Sous l'aile gauche, entre le fuselage et le moteur no 2, se trouve un emplacement qui permet d'attacher, pour convoyage, un moteur supplémentaire, contenu dans un carénage. Cette option permet aux compagnies aériennes de transporter des moteurs de rechange avec leur flotte de 707, sans devoir affréter un avion-cargo.

### Systèmes de bord

#### Système d'air comprimé

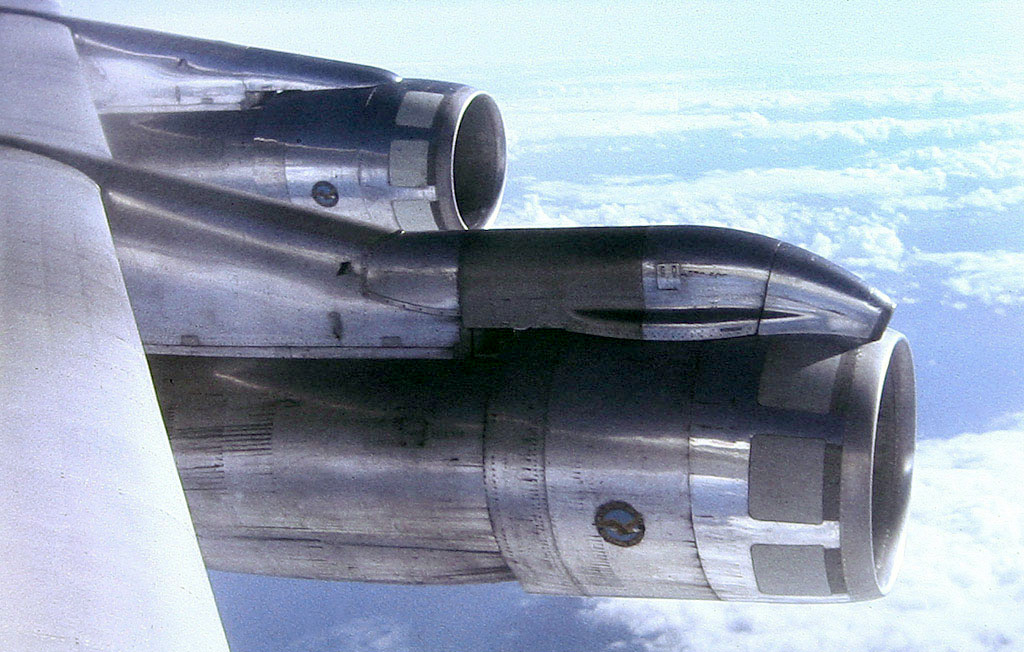
Moteurs du côté gauche : il n'y a pas de turbocompresseur sur le moteur 1.

Le 707 fait appel à un système de prélèvement d'air moteur. Chaque moteur fournit de l'air comprimé, qui est prélevé en sortie de son dernier étage de compression. L'air comprimé remplit plusieurs rôles.
Il actionne des turbocompresseurs qui, à leur tour, compriment de l'air « frais » pour fournir la pressurisation de la cabine. Ces trois turbocompresseurs sont placés dans des carénages au-dessus des moteurs 2, 3, et 4. La nacelle moteur 1 (le plus à gauche) se distingue donc par l'absence de ce carénage qui possède une petite entrée d'air. Cette solution est plus sûre que l'alternative, qui est de pressuriser directement la cabine avec l'air prélevé sur le moteur, potentiellement contaminé. L'air comprimé actionne aussi les inverseurs de poussée.

#### Systèmes électriques
L'alimentation électrique est assurée par quatre génératrices synchrones de 40 kVA chacune, produites par Westinghouse. Chacune est actionnée par un des réacteurs, via un mécanisme d'entraînement à vitesse constante, de sorte qu'elle produise toujours un courant de 400 Hz, indépendamment du régime du réacteur. Le réseau électrique fonctionne en triphasé 115 - 208 Volts, c'est-à-dire que la tension sur chaque phase est de 115 volts, et on obtient 208 volts entre deux phases.
Dans sa version civile standard, le 707 a besoin d'une alimentation au sol pour démarrer ses systèmes, n'étant pas équipé d'un groupe auxiliaire de puissance. Néanmoins, les 707 militaires comme les AWACS en possèdent un.

#### Systèmes hydrauliques
Le réseau hydraulique principal du 707 est actionné par deux pompes, entraînées mécaniquement par les moteurs 2 et 3, et fonctionne sous une pression de 20 MPa. Il fournit l'énergie mécanique pour les systèmes suivants : sortie et rentrée du train d'atterrissage, freins du train principal, direction du train avant, volets de bord de fuite, becs de bord d'attaque, et destructeurs de portance. Il existe aussi un système auxiliaire, dont les pompes sont électriques.

#### Cockpit et électronique
Le cockpit du 707 est conçu pour quatre membres d'équipage. Le commandant de bord est assis à gauche, le copilote à droite. Derrière eux se trouvent les places du mécanicien navigant et du navigateur. La présence de ce dernier était cependant loin d'être systématique, limitée aux vols intercontinentaux, puis de plus en plus omise même pour ces vols. Initialement, le 707 ne possède pas de système de navigation inertielle, mais uniquement un système LORAN. Des systèmes de navigation inertielle sont installés plus tard, à partir de 1964 dans l'exemple de Pan Am. L'antenne en forme de lance, visible en haut de la dérive, est le principal moyen de radiocommunication de l'avion, et fonctionne en haute fréquence. Le 707 est aussi équipé d'un ILS et d'un radar météo.

#### Dégivrage
Le dégivrage consiste à éliminer les couches de glace qui se forment durant le vol, par accrétion de gouttelettes d'eau en suspension, sur les surfaces de l'avion qui sont directement exposées au flux d'air (bord d'attaque de l'aile, nez...). Un avion comme le 707 a un besoin de dégivrage bien plus important que les avions à hélices de la génération précédente, en raison de son altitude de croisière, mais d'un autre côté, le prélèvement d'air moteur répond à ce besoin. L'air chaud prélevé sur les moteurs alimente un tube placé dans le bord d'attaque de l'aile, sur l'essentiel de l'envergure, chauffant tout le bord d'attaque. En revanche, pour le bord d'attaque du plan horizontal, celui de la dérive, et le nez de l'avion, le dégivrage est électrique.

### Fuselage

#### Structure
La section de fuselage est la principale différence entre le prototype dash-80 et le 707 de série. Elle a été considérablement accrue (ce qui implique un changement complet des outillages) en réponse aux demandes des compagnies aériennes et à la concurrence du DC-8 de Douglas. La section se compose de deux grands arcs de cercle, donnant une forme légèrement ovoïde. La largeur externe du fuselage est de 148 pouces (376 cm), et la hauteur extérieure de 170,5 pouces (433 cm). Boeing a surenchéri d'un pouce sur la largeur du fuselage du DC-8.
Le fuselage est entièrement construit en alliage d'aluminium. La structure porteuse est composée de longerons (dans le sens de la longueur de l'avion) et de traverses espacées de 20 pouces (51 cm), définissant les sections de fuselage (ainsi, lorsqu'une version a été allongée ou raccourcie, le changement s'est fait par nombre entier de sections, la différence de longueur est un multiple de 20 pouces). Le squelette est en alliage de type 7075, contenant environ 5 % de zinc, tandis que les panneaux qui constituent la « peau » de l'avion sont en alliage de type 2024, contenant environ 4 % de cuivre. Cette structure est très proche de celle des ailes.
Les accidents du Comet ayant constitué un avertissement, les éléments de fuselage du 707 ont été soumis à de nombreux tests de fatigue pendant le développement de l'appareil.

#### Ouvertures
Les deux portes d'accès principales se trouvent du côté gauche de l'appareil, aux extrémités avant et arrière de la cabine. Il y a aussi deux portes du côté droit qui ne sont pas, sauf évacuation d'urgence, utilisées par les passagers mais uniquement par l'équipage. Les portes ont été conçues pour s'ouvrir vers l'extérieur (ce qui offre un gain de place lors de l'embarquement et du débarquement), un besoin qu'il fallait concilier avec la résistance au différentiel de pression. Les portes sont plus grandes que les ouvertures et prennent appui sur le fuselage côté intérieur, la pression ne peut donc les ouvrir. Elles reculent pour pivoter de 90° avant de pouvoir s'ouvrir vers l'extérieur. Les hublots se trouvent tous les 20 pouces (50,8 cm) (un dans chaque section du fuselage), et mesurent 10 pouces (25,4 cm) de large pour 18 pouces (45,7 cm) de haut, avec des angles très arrondis. Sur le bas du fuselage, on trouve deux autres ouvertures qui donnent accès aux compartiments cargos, pour l'embarquement des bagages notamment. En cas d'urgence, il y a de chaque côté de la cabine, deux écoutilles de secours donnant accès aux ailes.

### Voilure
Le 707 possède une aile en flèche, bénéficiant ici aussi de l'expérience acquise par Boeing en construisant le B-47 et le B-52. L'angle de flèche est de 35°. La rigidité dans la longueur de l'aile est assurée par deux longerons, situés approximativement à 25 et 75 % des cordes (la corde étant la distance entre le bord d'attaque et le bord de fuite). Les nervures, structures qui maintiennent la peau de l'aile, sont placées tous les 60 cm.
Les ailes ont évolué selon les versions. La voilure des 707-120 et 707-220 est identique, avec une surface de 226 m2 et un plan très rectiligne, quasiment réduit à trois segments de droite (bord d'attaque, extrémité, bord de fuite). Le 720 a gagné 8 m2 de surface alaire, le bord d'attaque étant avancé dans la partie la plus proche du fuselage. Les 707 allongés (-320 et -420) gagnent près de 60 m2. L'envergure est augmentée, les extrémités de l'aile sont plus arrondies, et le bord de fuite présente un angle.

### Contrôles et empennage

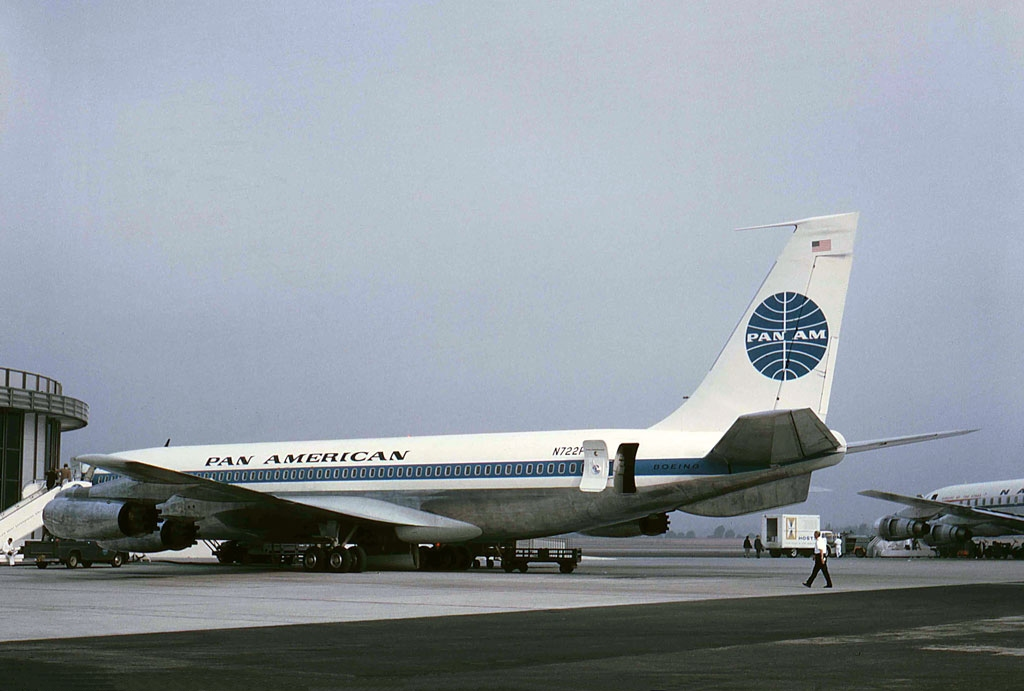
Arrière d'un 707-321.

Toutes les commandes du 707 sont hydrauliques. Seules la gouverne et les destructeurs de portance sont assistés. Les autres commandes sont manuelles, mais des servo-tabs sont présents pour diminuer l'effort physique demandé au pilote.
Pour améliorer la stabilité de l'appareil, notamment en cas de panne d'un moteur, un stabilisateur vertical supplémentaire a été ajouté sous la queue de l'appareil. Absent des premiers avions produits, il a d'abord été monté les 707-420 à la demande des autorités de certification britanniques, puis sur les autres versions.

### Système de carburant

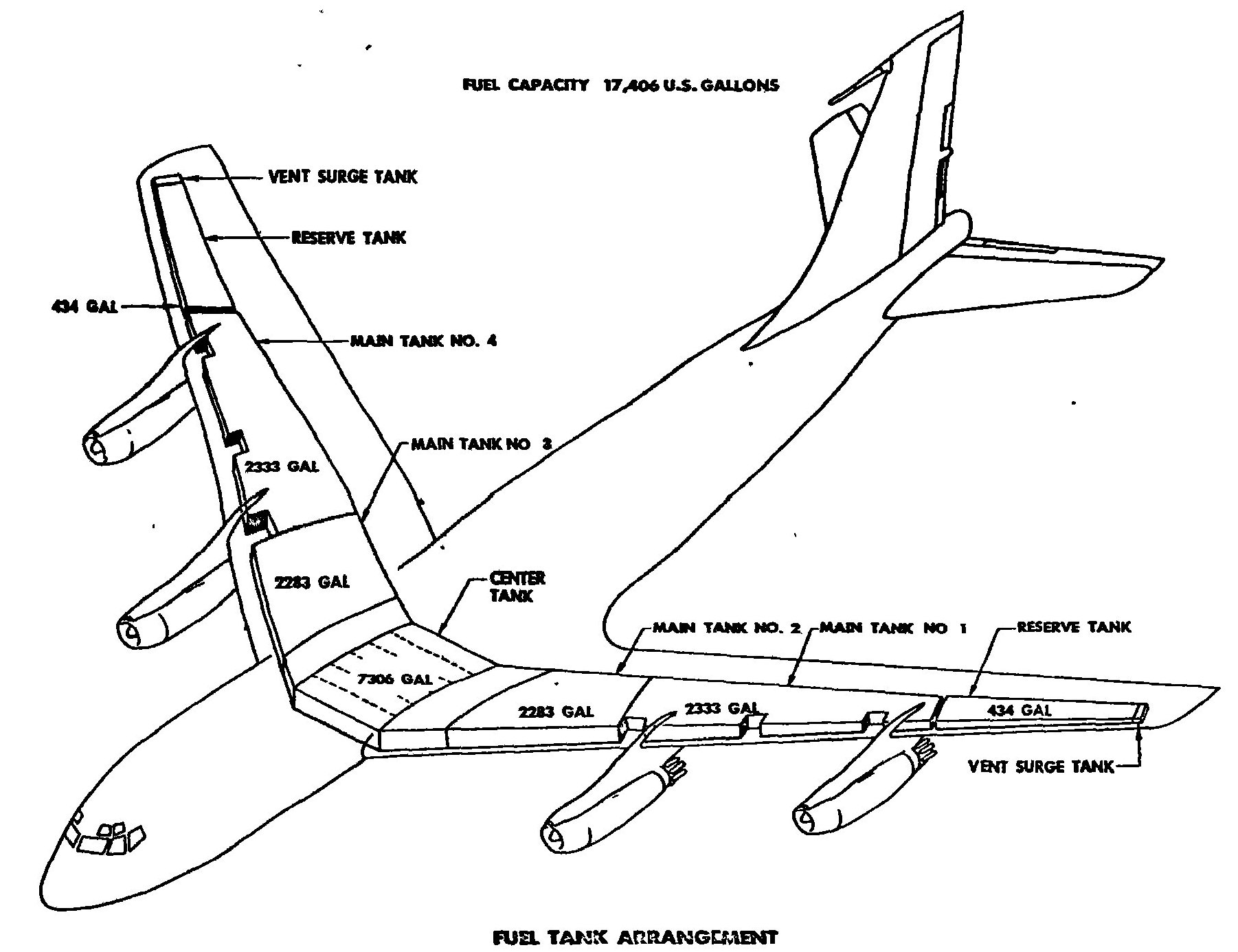
Réservoirs d'un 707-120 (un gallon = 3,8 litres).

La capacité de carburant sur un 707-120 est de 65 m3. Le carburant est réparti dans sept réservoirs. Les quatre réservoirs principaux, de 8 700 litres chacun, se trouvent dans les ailes, entre les longerons. En temps normal, chacun d'entre eux alimente directement un moteur. Le réservoir central, situé dans le caisson central de voilure, sous la cabine, a une capacité de 27 600 litres. Enfin, il y a deux petits réservoirs de secours, situés dans l'extrémité des ailes. Les réservoirs des ailes sont structurels, c'est-à-dire que leur cloison n'est autre que la couverture externe des ailes.

### Train d'atterrissage

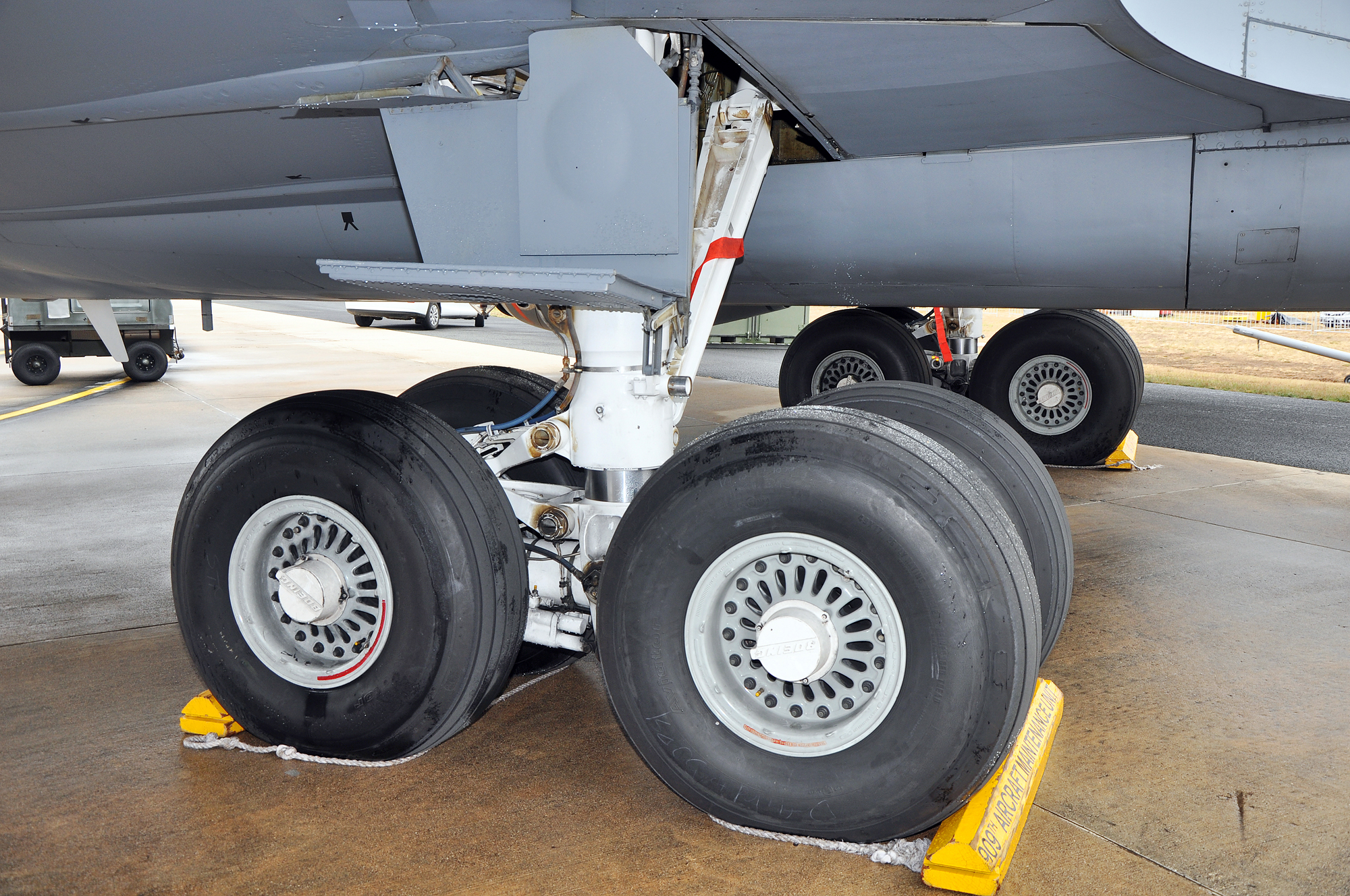
Train principal d'un KC-135 (identique à celui du 707).

Le 707 est doté d'un train tricycle : un train principal composé de deux jambes, dotées de quatre roues chacune, et un train avant doté de deux roues : en cela, il est similaire à pratiquement tous les avions de cette catégorie de taille. L'ensemble pèse cinq tonnes. Les trains d'atterrissage à bogie multiroues étaient encore une invention relativement récente : en effet, c'est le B-36 qui était le premier avion équipé de quatre roues pour chaque jambe du train principal, ce qui permettait notamment de mieux répartir le poids de l'appareil sur la piste.
Le train avant ne comporte pas de frein, mais il est orientable pour manœuvrer l'avion au sol. Il porte aussi un signal lumineux, qui rend l'avion plus visible dans des manœuvres de nuit. Les roues du train principal sont chacune équipées de freins à disque, commandés hydrauliquement,.

## Versions civiles

### Désignation
Les versions du 707 sont désignées avec un code de trois chiffres. Le premier chiffre désigne les itérations sur la conception de l'appareil, et les deux chiffres suivants sont le code client. Le système code client a été introduit par Boeing sur le stratoliner et conservé jusqu'aux années 2000. Chaque client s'est vu attribuer un code. Ainsi, American Airlines ayant reçu le code « 23 », un 707 de première génération produit sur commande de ce client est désigné 707-123, code qu'il conserve, même si l'appareil est ensuite revendu à une autre compagnie. Les prototypes sont désignés par le code « 20 » (exemple : 707-320), code aussi utilisé pour désigner l'ensemble des avions d'un même type, indépendamment du client. Les clients (compagnies aériennes, mais aussi armées de l'air) ont reçu des codes allant de 21 à 99, puis de 01 à 19, puis des codes alphanumériques par exemple B4 pour Middle East Airlines.

### 707-120
Le premier 707 commercialisé, le 707-120, fut conçu pour les liaisons transcontinentales et demandait un arrêt de ravitaillement pour les voyages à travers l'Atlantique nord. Il fut à l'origine livré avec 4 turboréacteurs Pratt & Whitney JT3C, conversion civile du réacteur militaire J57. L'avion est homologué pour un nombre maximal de passagers de 189, chiffre qui est approché par les aménagements les plus denses destinés aux vols charter. Cependant, un aménagement plus typique des lignes long-courrier des années 1960, avec une cabine de première classe à l'avant, lui confère une capacité de 137 passagers.
L'évolution du 707-120, le 707-120B se différenciait de son aîné par son nouveau moteur Pratt & Whitney JT3D à double flux, avec un gain en puissance, en économie et en niveau sonore. Les 707-138, bien qu'ils soient simplement désignés par le code client de leur acheteur, Qantas, constituent en fait une version spécifique. Comparé au 707-120, cet avion a un fuselage sensiblement raccourci de trois mètres qui permet, en contrepartie d'une diminution de la capacité, d'augmenter sensiblement l'autonomie. C'était un besoin exprimé par Qantas pour ses lignes traversant le Pacifique.
Le 707-120 et ses variantes (120B, 138, 138B) est construit de 1957 à 1978 à 141 exemplaires.

### 707-220
Le 707-220 (aussi appelé 707-227, Braniff, code client 27, étant son seul acheteur) est semblable à la version -120 mais doté des réacteurs JT4A du 707-320, largement plus puissants que la série JT3C. Cette version dite (en) « hot and high » a été réalisée sur demande de Braniff International, pour les besoins de ses liaisons avec l'Amérique du Sud. En effet, certains des aéroports desservis, comme celui de Bogota se situent à la fois en haute altitude et dans un climat chaud, deux paramètres qui détériorent les performances au décollage. Afin de pouvoir décoller à pleine charge de ces aéroports, il faut un moteur plus puissant. Cinq 707-220 sont construits pour Braniff, le premier vol de ce type a lieu en 1959. Aucun autre client ne fait l'acquisition de cette version particulière, dont la consommation de carburant est prohibitive, et qui n'a plus de raison d'être une fois les versions à moteurs JT3D disponibles.

### 707-320 et 707-420

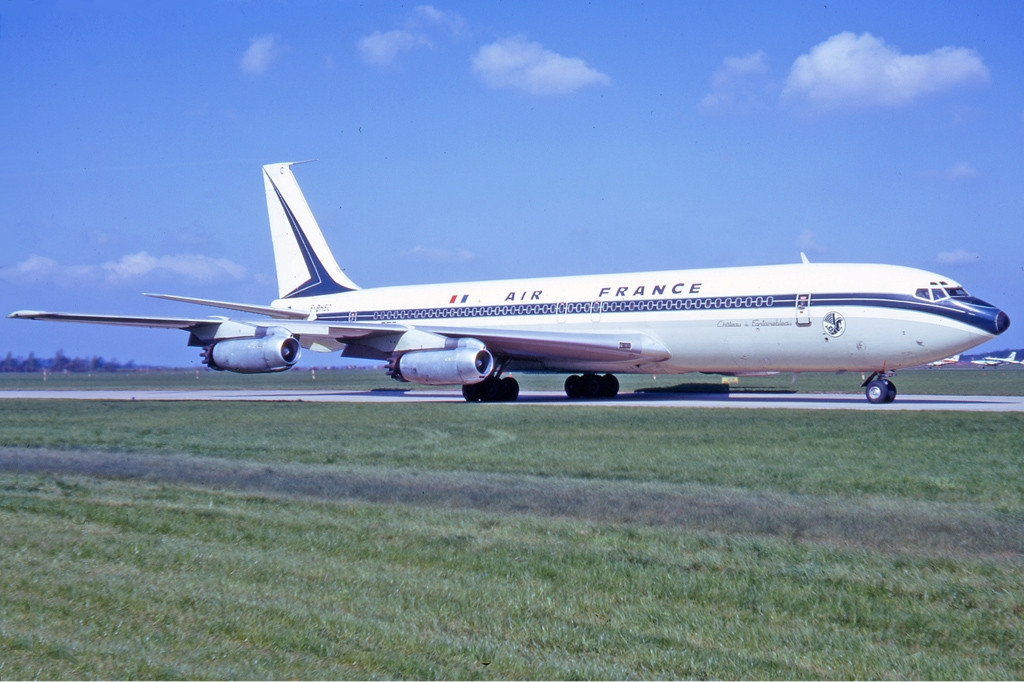
Boeing 707-328B, Air France, en 1972.

Les nouvelles versions 707-320 et 707-420 sont les premières versions à apporter des améliorations visibles au 707-120 origine. Tout d'abord, elles sont dotées d'ailes allongées et surtout leur capacité en carburant a été revue à la hausse, afin d'effectuer les liaisons transocéaniques sans escales. Le -320 s'équipa de moteurs JT4A-4, tandis que le -320B, de turboréacteurs JT3D. Bien qu'utilisant les mêmes moteurs que le -320-B, le -320-C se différencia en admettant une porte cargo, afin de pouvoir se convertir en appareil de fret. Le 707-320 est construit à 580 exemplaires, ce qui en fait la version la plus prolifique du 707, puisque le 707-420 n'est qu'à 37 exemplaires.
La version -420, produite à l'origine pour BOAC, mais achetée aussi par d'autres compagnies, notamment Lufthansa, est propulsée par des moteurs Rolls-Royce RB.80 Conway. L'adoption de réacteurs britanniques est une condition posée par le gouvernement de Londres pour autoriser la BOAC (compagnie publique) à acheter des avions américains (il est même brièvement proposé de construire le 707 sous licence au Royaume-Uni).

### 720
Pendant le développement du 707, Boeing décide de lancer, presque en parallèle, une version destinée à des vols plus courts, principalement aux vols intérieurs américains. Elle est, à l'origine, désignée 707-020, mais, pour des raisons commerciales, il est finalement décidé d'appeler ce modèle Boeing 720. Techniquement, il s'agit cependant d'une version du 707, son développement ne nécessite d'ailleurs aucun prototype. Les nouveautés introduites sur le 720, comme le stabilisateur ventral, se retrouvent ensuite sur d'autres avions de la famille 707. Comparé au 707-120, le 720 présente un fuselage raccourci de 2,70 m, il est donc plus long que le 707-138. Sa capacité en carburant est réduite significativement. Cette réduction de poids permet, en retour, d'alléger certains éléments de structure, ainsi que le train d'atterrissage. Le plan de voilure est aussi légèrement modifié, avec une corde augmentée dans la partie intérieure.
Le 720 utilise d'abord le même moteur JT3C que le Boeing 707-120. Ensuite, la version 720B reçoit le JT3D à double flux. Ces versions se suivent de près, ayant commencé leur service commercial, respectivement, en juillet 1960 et février 1961. Le fait de conserver les mêmes moteurs que sur les 707 long-courrier pour un avion un peu plus léger permet d'utiliser des pistes plus courtes (la modification de la voilure y contribue aussi), une évolution cohérente avec la vocation du 720, amené à desservir des aéroports moins importants,.
Au total, 154 Boeing 720 sont construits, ce chiffre est inclus dans le total de 1 010 Boeing 707. Malgré ces ventes relativement faibles, le modèle rapporte de l'argent à Boeing car son développement a été peu coûteux, il contribue à éliminer la concurrence du Convair 880.

### Versions non construites en série
Plusieurs autres versions ont été abandonnées au stade de la conception, ou après avoir donné naissance à un prototype.

#### 707-620 et 820
Ces versions (620 moyen-courrier et 820 long-courrier) ont été annoncées par Boeing en mars 1964 avec une mise en service annoncée pour 1968. Il s'agissait d'allonger le fuselage de 24 sections, soit plus de 12 m par rapport au 707-320, pour obtenir des versions allant jusqu'à 250 places en aménagement dense, à l'instar des DC-8 Séries 60 chez Douglas. Le réacteur envisagé est une version du JT3D portée à 90 kN, développée pour le cargo militaire Lockheed C-141 Starlifter. Leur développement s'annonce cependant coûteux : le 707 ne peut être allongé à ce point sans agrandir la voilure, renforcer la structure, et augmenter la garde au sol du train d'atterrissage. Leur développement est finalement abandonné, Boeing préférant consacrer ses ressources au 747,.

#### 707-700
Au cours des années 1970, le projet de rééquiper des 707 existants avec des réacteurs plus modernes, à taux de dilution élevé, est formulé, notamment pour rendre l'avion compatible avec les nouvelles normes sur le bruit et pour réduire sa consommation. Le réacteur CFM56 est un bon candidat pour cette remotorisation, il est d'ailleurs, en 1979, choisi pour remotoriser les KC-135. Il est parallèlement utilisé pour rééquiper des Douglas DC-8. Ainsi naît le projet 707-700. Le seul appareil de cette version est testé en décembre 1979 sous l'immatriculation N707QT, mais le projet n'ayant jamais eu de suite, l'appareil est finalement reconverti en 707-3W6 C, équipé de P&W JT3D-3, pour être revendu à la Royal Air Maroc. L'une des raisons de l'abandon du projet est que le 707 ainsi remotorisé aurait été en compétition avec le nouveau 757.

### Tableau comparatif des versions
|                                        | 707-120 | 707-120B | 707-220 | 707-320/-420 | 707-320B | 707-320C |
| -------------------------------------- | --- | --- | --- | --- | --- | --- |
| Équipage du cockpit                    | Trois (commandant de bord, copilote, officier mécanicien navigant) ou quatre (avec le navigateur) pour les vols intercontinentaux | Trois (commandant de bord, copilote, officier mécanicien navigant) ou quatre (avec le navigateur) pour les vols intercontinentaux | Trois (commandant de bord, copilote, officier mécanicien navigant) ou quatre (avec le navigateur) pour les vols intercontinentaux | Trois (commandant de bord, copilote, officier mécanicien navigant) ou quatre (avec le navigateur) pour les vols intercontinentaux | Trois (commandant de bord, copilote, officier mécanicien navigant) ou quatre (avec le navigateur) pour les vols intercontinentaux | Trois (commandant de bord, copilote, officier mécanicien navigant) ou quatre (avec le navigateur) pour les vols intercontinentaux |
| Passagers (une classe)                 | 179 | 174 | 181 | 189 | 189 | 194 en config. passager |
| Longueur                               | 44,22 m | 44,22 m | 44,2 m | 46,61 m | 46,61 m | 46,61 m |
| Envergure                              | 39,88 m | 39,88 m | 39,88 m | 43,4 m (142 ft 5 in) | 44,42 m | 44,42 m |
| Surface alaire                         | 226 m2 | 226 m2 | 226 m2 | 283 m2 | 283 m2 | 283 m2 |
| Hauteur                                | 11,79 m (dérive d'origine) | 12,7 m | 12,7 m | 12,85 m | 12,83 m | 12,8 m |
| Hauteur × largeur du fuselage          | 4,33 m × 3,76 m | 4,33 m × 3,76 m | 4,33 m × 3,76 m | 4,33 m × 3,76 m | 4,33 m × 3,76 m | 4,33 m × 3,76 m |
| Masse maximale au roulage (MRW)        | 117 100 kg | 117 100 kg | 117 100 kg | 143 500 kg | 152 500 kg | 152 500 kg |
| Masse maximale au décollage (MTOW)     | 116 100 kg | 117 000 kg | 116 600 kg | 141 700 kg | 151 500 kg | 151 500 kg |
| Masse maximale à l'atterrissage        | 86 300 kg | 86 300 kg | 86 300 kg | 94 000 kg | 97 500 kg | 112 100 kg |
| Masse zéro-carburant                   | 77 200 kg | 77 200 kg | 77 200 kg | 86 300 kg | 88 500 kg | 104 400 kg |
| Masse à vide en ordre d'exploitation   | 53 500 kg | 57 600 kg | 55 300 kg | 64 600 kg | 67 500 kg | 70 500 kg en config. passager |
| Charge utile                           | 20 140 kg | 19 300 kg | 18 325 kg | 21 500 kg | 21 400 kg | 42 900 kg en version cargo |
| Volume cargo                           | 47,39 m3 | 47,39 m3 | 47,39 m3 | 50,24 m3 | 50,16 m3 | 48,36 m3 en config. passager 277 m3 en version cargo                                                                              |
| Carburant                              | 65 900 L | 65 590 L | 65 900 L | 90 160 L | 90 290 L | 90 290 L |
| Distance, avec charge maximale         | 4 565 km | 4 890 km | 3 795 km | 707-320 : 7 695 km 707-420 : 7 825 km                                                                                             | 7 915 km | 5 185 km |
| Distance maximale                      | 7 480 km | 8 010 km | 7 595 km | 707-320 : 10 650 km 707-420 : 10 835 km                                                                                           | 11 185 km | 11 110 km |
| Moteurs (×4)                           | Pratt & Whitney JT3C-6 | Pratt & Whitney JT3D | Pratt & Whitney JT4A | 707-320 : Pratt & Whitney JT4A 707-420 : Rolls-Royce Conway RCo.12                                                                | Pratt & Whitney JT3D | Pratt & Whitney JT3D |
| Poussée unitaire maximale au décollage | 49,8 kN à sec 57,8 kN avec injection d'eau                                                                                        | 75,6 kN | 70,3 kN | 707-320 : 74,7 kN 707-420 : 77,8 kN                                                                                               | 80,1 kN | 80,1 kN |

Sources : rapport de planification aéroportuaire du Boeing 707, le Fana de l'Aviation,,,, Airliners.net.

## Versions militaires
Bien que le 707 soit un avion de ligne, destiné au transport de passagers, des appareils sont modifiés ou spécialement conçus pour être utilisés par des armées ou des gouvernements avec des rôles allant du transport de personnalités à la surveillance aérienne et au ravitaillement en vol.

### C-137Stratoliner

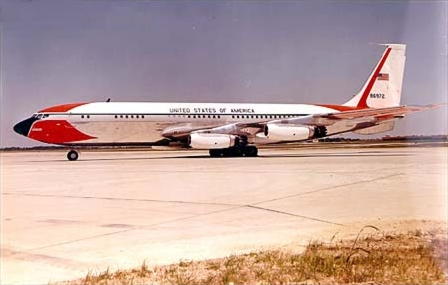
L'un des trois VC-137A livrés à l'USAF en 1959, vu ici au début des années 1960.

Trois 707-120 sont livrés à l'United States Air Force en 1959, afin de servir au transport de hautes personnalités, dont le président des États-Unis, sous la désignation C-137. Ce sont les premiers avions à réaction à utiliser l'indicatif Air Force One. Initialement désignés VC-137A, ils sont remotorisés en 1963 et deviennent des VC-137B,. Ils sont suppléés par un premier 707-320B (VC-137C), livré en octobre 1962, puis un deuxième livré en avril 1972,. Les VC-137B abandonnent le transport de personnalités dans les années 1970 et perdent le préfixe « V » avant d'être finalement retirés du service en 1997,. En 1990, les VC-137C sont déclassés, le transport présidentiel étant effectué par des 747 (VC-25A), et finalement retirés entre 1998 et 2001,. Deux C-137C confisqués à des trafiquants sont récupérés par l'USAF dans les années 1980 et servent au transport de hautes personnalités dont le vice-président ; ils sont retirés en 1998 et l'un d'eux est transformé en E-8C.

### E-3 (Awacs)
Le E-3 Sentry est un avion de détection et commandement (AWACS) basé sur le 707-320B. Il dispose d'un radôme rotatif de plus de 9 m de diamètre placé au-dessus de la partie arrière du fuselage,.
En excluant les KE-3 qui sont en fait des ravitailleurs, 68 E-3 ont été produits :
- séries à réacteurs TF33 :
  - deux prototypes commandés en 1970 afin d'évaluer différents systèmes radar[102] ; ces appareils sont désignés EC-137D et sont par la suite convertis en E-3[99],
  - 24 E-3A produits pour l'USAF, ensuite portés aux standard E-3B,
  - 18 E-3A pour l'OTAN,
  - 10 E-3C, également pour l'USAF ;
- séries à réacteurs CFM-56 :
  - 5 E-3A saoudiens,
  - 10 E-3D, produits pour la Royal Air Force,
  - 4 E-3F, version française.

Deux appareils de l'USAF et un autre de l'OTAN sont perdus dans des accidents. En juin 2015, un premier E-3 est retiré de la flotte de l'OTAN.

### KE-3 (Ravitailleurs saoudiens)
Les huit Boeing KE-3 sont des avions de ravitaillement en vol mis en œuvre par la Royal Saudi Air Force, livrés en 1986-1987. Ces avions utilisent la même cellule que les AWACS, avec des moteurs CFM56, et l'équipement de ravitaillement en vol des KC-135. Cet appareil répondant à un besoin de l'armée de l'air saoudienne qui, ayant fait l'acquisition de Paviana Tornado, ne pouvait exploiter tout leur potentiel militaire sans avions ravitailleurs. Boeing a développé cette version en conséquence, en mettant en avant la complémentarité avec les AWACS acquis par les Saoudiens à même époque.

### E-6 Mercury
Les 17 Boeing E-6 Mercury comptent parmi les tout derniers 707 produits : ils sont sortis d'usine de 1989 à 1991. Ces avions appartiennent à l'US Navy, et leur rôle est de prendre le contrôle des opérations dans le scénario d'une riposte nucléaire, en particulier pour transmettre les ordres à un sous-marin nucléaire lanceur d'engins. Pour cela, ils disposent d'une antenne filaire remorquée de 1 200 m de long, pour les transmissions très basse fréquence capables d'atteindre un sous-marin en plongée. Ces avions ont été modernisés au milieu des années 2000 (passant à la version E-6B, avec un nouveau cockpit), puis à nouveau à la fin des années 2010. Il est prévu qu'ils restent en service jusqu'en 2038.

### Northrop Grumman E-8 Joint STARS
Les 17 Joint STARS de l'US Air Force sont, comme les AWACS, des avions-radars, mais ils sont destinés à la surveillance des mouvements de véhicules au sol, et non de l'espace aérien, ils ont donc un radar très différent. À la différence des AWACS, ce ne sont pas des avions construits spécialement : ce sont des 707-320 construits pour le marché civil, qui ont été rachetés d'occasion, vers 1990, à diverses compagnies aériennes privées, et pour certains à l'armée de l'air canadienne. Northrop Grumman a procédé à la transformation. Ces avions ont commencé à être retirés du service en 2022, les derniers doivent être retirés en 2025.

### Avions de suivi télémétrique

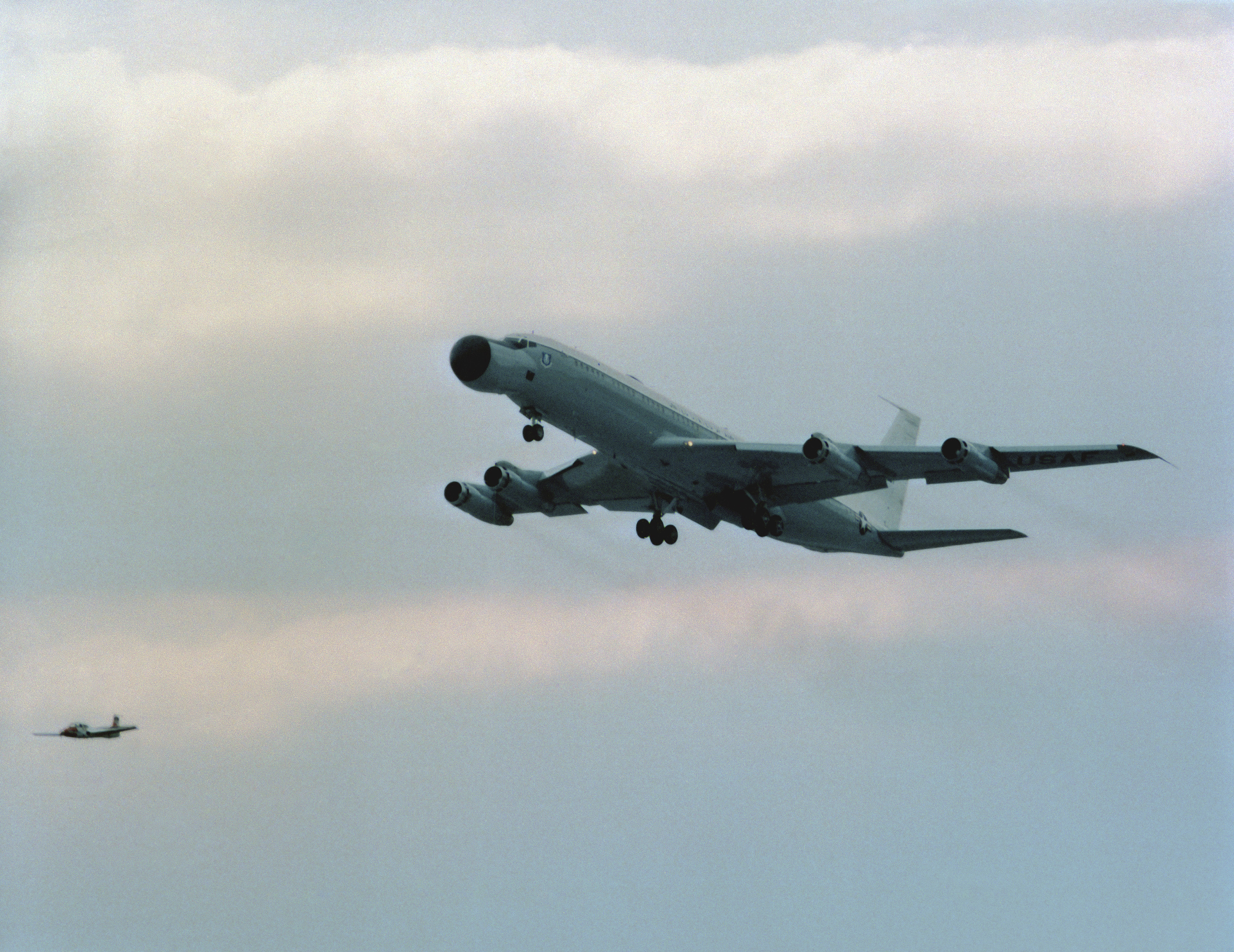
Un EC-18B en vol.

Dans les années 1980, trois 707 sont modifiés pour l'US Air Force en EC-18B Advanced Range Instrumentation Aircraft : ces avions, reconnaissables à l'énorme carénage qui prolonge leur nez et abrite une antenne parabolique orientable, sont utilisés pour le suivi télémétrique de lancements spatiaux et de tests de missiles, pour l'USAF et la NASA. Ils sont retirés du service au début des années 2000. Les Cruise Missile Mission Control Aircraft sont des avions similaires mais utilisés pour les essais de missiles de croisière. Les ARIA et les CMMCA étaient exclusivement utilisées par le 452nd Flight Test Squadron, basé à Edwards.

### Avions convertis en cargos militaires et en ravitailleurs

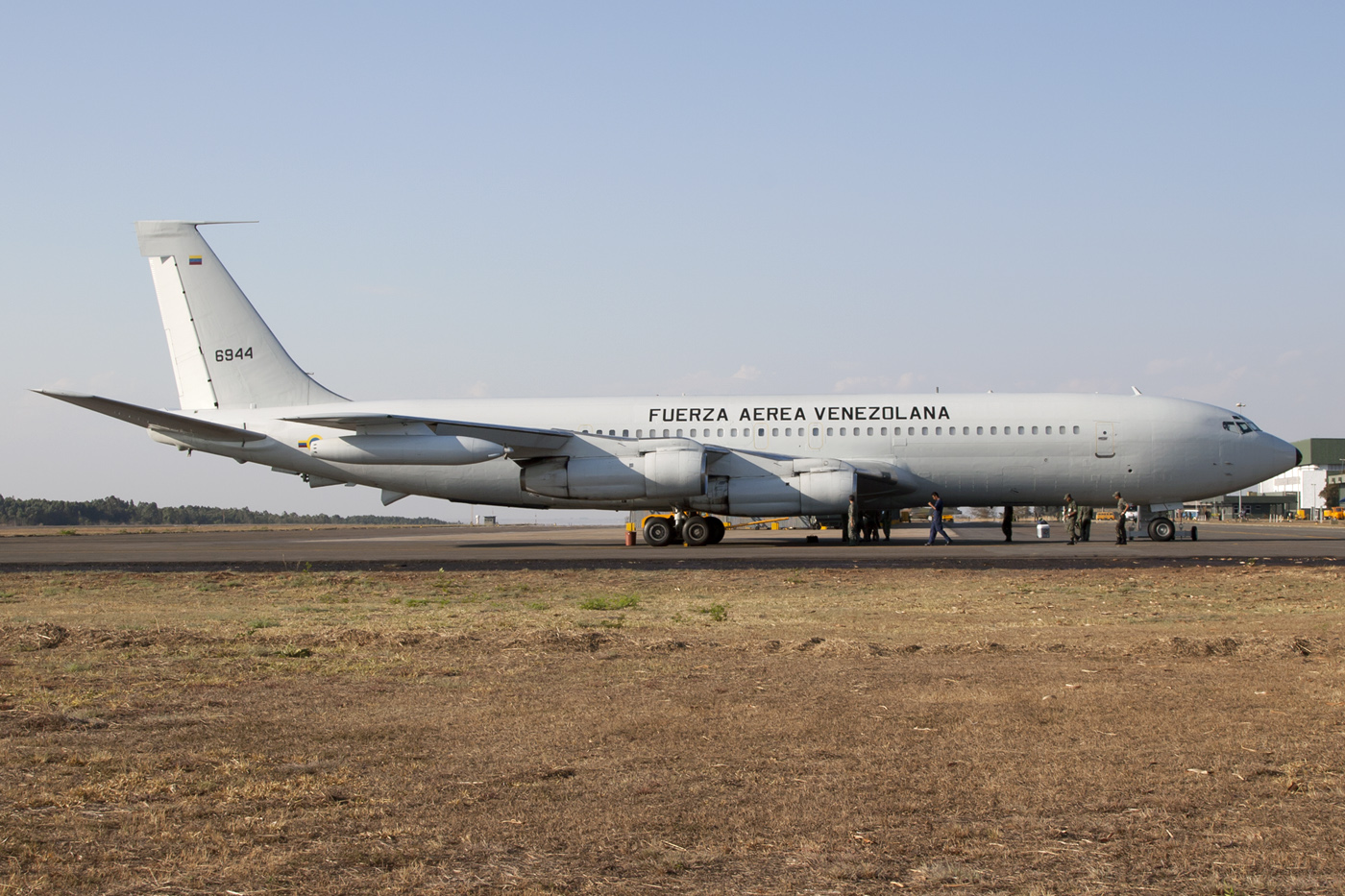
707 ravitailleur vénézuélien.

En plus des versions construites directement pour des applications militaires, il y a aussi un certain nombre d'avions construits pour le marché civil, qui ont été rachetés d'occasion et modifiés pour des besoins militaires.
En 1970, l'Aviation royale canadienne fait l'acquisition de cinq 707-320 venant de la compagnie américaine Western Airlines. Ils sont transformés, et, sous le nom Boeing CC-137, deviennent des avions polyvalents de transport de personnalité, cargo et ravitaillement en vol, prenant la relève des Canadair CL-44. Le dernier de ces appareils est mis à la retraite en 1997.
De même, l'Armée de l'air espagnole a fait l'acquisition de quatre Boeing 707 d'occasion (achetés de 1988 à 1995), qui ont été convertis par Boeing pour un usage militaire et gouvernemental : transport de troupes, transport diplomatique et ravitaillement en vol. Ces appareils ont définitivement quitté le service en 2016. Un programme similaire a été mené en Italie : l'armée de l'air italienne achète quatre 707 d'occasion au début des années 1990. Convertis dans un rôle de ravitailleurs en vol et de cargo militaire, ces appareils servent jusqu'en 2008 pour le dernier d'entre eux.
L'armée de l'air israélienne a fait l'acquisition, à partir de 1973, de Boeing 707 d'occasion qu'IAI a été chargé de convertir en ravitailleurs. D'autres appareils ont été achetés depuis, soit pour être convertis également, soit pour être cannibalisés, afin de fournir des pièces détachées. IAI a converti d'autres 707 d'occasion pour des clients sud-américains. L'Aviation nationale du Venezuela utilise encore, en 2022, un appareil de ce type. La société militaire privée Omega Aerial Refueling Services fait encore usage, en 2020, de Boeing 707 convertis en ravitailleurs.

## Carrière du 707

### Fleuron des années 1960

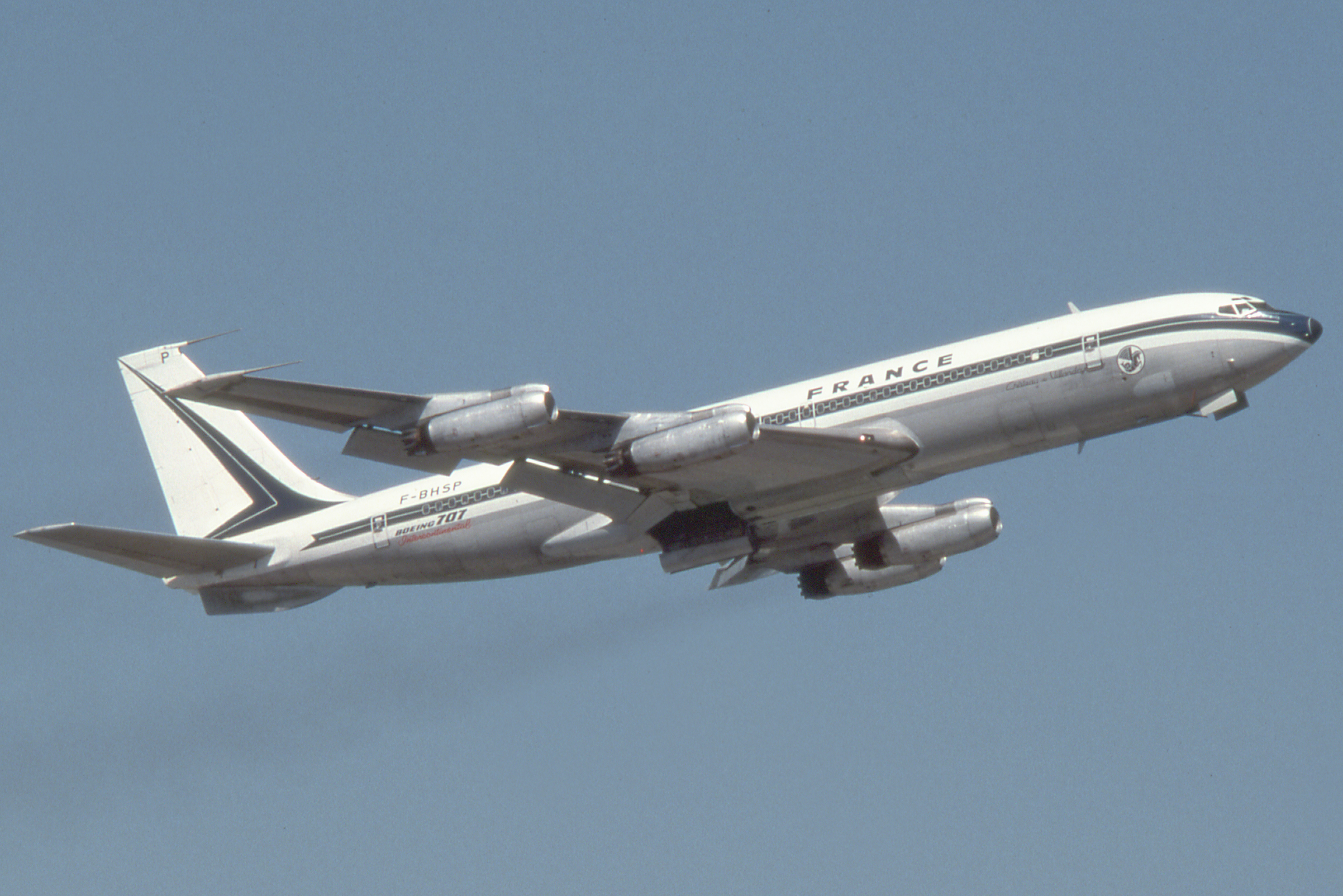
F-BHSP Château de Villandry, un des Boeing 707-328 aux couleurs d'Air France.

Le premier vol commercial par un 707 est réalisé par Pan Am et relie New York à Paris le 26 octobre 1958. Au cours des mois suivants, Pan Am, TWA et American déploient leurs 707 fraîchement livrés sur des dizaines de lignes, des lignes intérieures américaines jusqu'aux lignes intercontinentales. Le premier opérateur européen est Sabena. Grand succès commercial, le 707 est utilisé par la grande majorité des compagnies d'envergure internationale, en dehors de celles du bloc de l'Est. Les trois grandes compagnies aériennes américaines de l'époque que sont Pan Am, TWA, et American Airlines sont ses principaux clients, ayant respectivement pris livraison de 133, 128 et 124 appareils neufs. Hors des États-Unis, le plus grand client est Air France avec 45 achats. À cette époque de forte croissance du trafic aérien, les 707 sont les fleurons de nombreuses compagnies, qui les mettent systématiquement en avant dans leurs publicités.

### Commandes et livraisons

#### Par année
| Année      | 1955 | 1956 | 1957 | 1958 | 1959 | 1960 | 1961 | 1962 | 1963 | 1964 | 1965 | 1966 | 1967 | 1968 | 1969 | 1970 | 1971 | 1972 | 1973 | 1974 |
| ---------- | ---- | ---- | ---- | ---- | ---- | ---- | ---- | ---- | ---- | ---- | ---- | ---- | ---- | ---- | ---- | ---- | ---- | ---- | ---- | ---- |
| Commandes  | 70   | 53   | 25   | 31   | 17   | 62   | 76   | 17   | 42   | 71   | 135  | 101  | 87   | 40   | 12   | 13   | 9    | 18   | 12   | 16   |
| Livraisons | 0    | 0    | 0    | 8    | 77   | 91   | 80   | 68   | 34   | 38   | 61   | 83   | 118  | 111  | 59   | 19   | 10   | 4    | 11   | 21   |

| Année      | 1975 | 1976 | 1977 | 1978 | 1979 | 1980 | 1981 | 1982 | 1983 | 1984 | 1985 | 1986 | 1987 | 1988 | 1989 | 1990 | 1991 | 1992 | 1993 | 1994 | Total |
| ---------- | ---- | ---- | ---- | ---- | ---- | ---- | ---- | ---- | ---- | ---- | ---- | ---- | ---- | ---- | ---- | ---- | ---- | ---- | ---- | ---- | ----- |
| Commandes  | 9    | 4    | 14   | 6    | 1    | 21   | 0    | 5    | 15   | 0    | 0    | 6    | 11   | 0    | 0    | 11   | 0    | 0    | 0    | 0    | 1 010 |
| Livraisons | 7    | 9    | 8    | 13   | 6    | 3    | 2    | 8    | 8    | 8    | 3    | 4    | 9    | 0    | 5    | 4    | 14   | 5    | 0    | 1    | 1 010 |

Données de Boeing, novembre 2014,

#### Par version
Ces chiffres concernent les avions tels qu'ils sont sortis d'usine. Une grand partie des 707-120, 707-320 et 720 ont reçu par la suite des JT3D, et sont ainsi devenus des versions « B ».
| Série          | de livraisons | Première livraison | Dernière livraison | Notes                            |
| -------------- | ------------- | ------------------ | ------------------ | -------------------------------- |
| 707-120        | 56            | 1957               | 1961               | 1re version de série             |
| 707-120B       | 72            | 1961               | 1968               | JT3D                             |
| 707-138        | 7             | 1959               |                    | Version transpacifique (Qantas)  |
| 707-138B       | 6             |                    | 1964               | Qantas, JT3D                     |
| 707-220        | 5             | 1959               | 1960               | « Hot and high », JT4A           |
| 707-320        | 69            | 1958               | 1962               | Fuselage allongé, JT4A           |
| 707-320B       | 174           | 1962               | 1970               | JT3D                             |
| 707-320C       | 337           | 1963               | 1979               | Convertible cargo                |
| 707-420        | 37            | 1960               | 1963               | RR Conway                        |
| 707 civils     | 763           | 1957               |                    |                                  |
| 707-E3A        | 51            | 1978               | 1987               | AWACS américains, et de l'OTAN   |
| 707-RE3A       | 6             | 1986               | 1987               | Awacs saoudiens, CFM56-2         |
| 707-E3D        | 7             | 1989               | 1992               | AWACS britanniques, CFM56-2      |
| 707-E3F        | 4             | 1991               | 1991               | AWACS français, CFM56-2          |
| 707-E6A        | 17            | 1989               | 1991               | Commandement US Navy, CFM56-2    |
| 707-KE3        | 8             | 1987               | 1987               | Ravitailleurs saoudiens, CFM56-2 |
| 707 militaires | 93            |                    |                    |                                  |
| Total 707      | 856           |                    |                    |                                  |
| 720            | 65            | 1960               | 1963               | JT3C                             |
| 720B           | 89            | 1961               | 1967               | JT3D                             |
| Total 720      | 154           | 1960               | 1967               |                                  |
| +720 Total     | 1010          | 1957               | 1991               |                                  |

### Concurrence

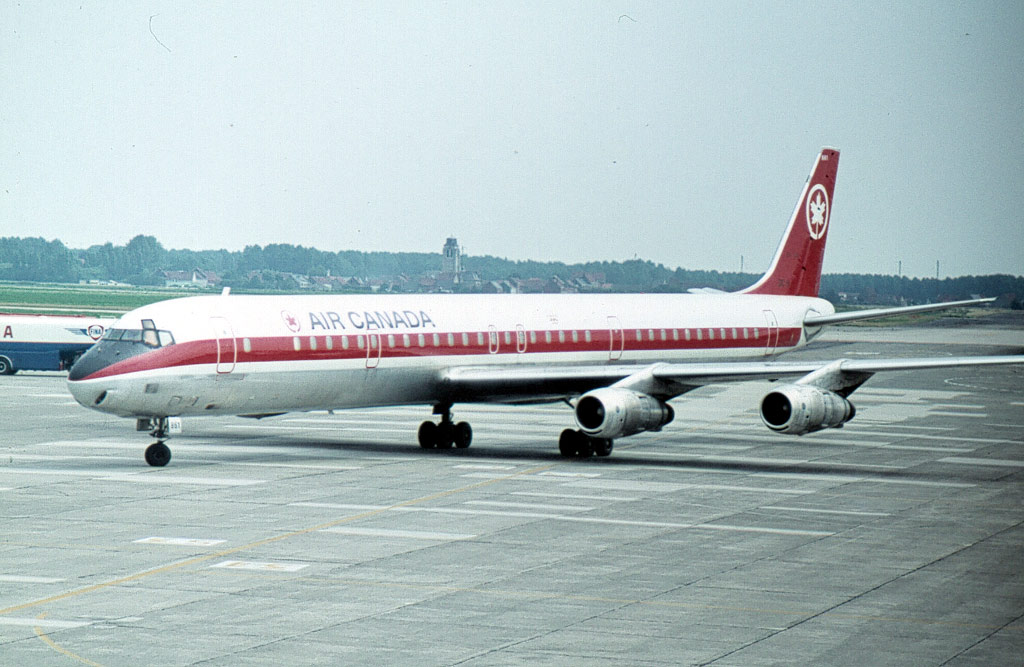
Le Douglas DC-8, frère ennemi du 707.

Le Boeing 707 a éliminé quasiment toute sa concurrence en chassant plusieurs acteurs majeurs du marché. Le De Havilland Comet connaît une révision profonde de sa conception après les accidents, et revient en production sous la forme du Comet 4, qui fait son premier vol en avril 1958. Il est désormais fiable, et son autonomie a été accrue, tout comme sa capacité. Néanmoins, sa réputation reste entachée et il n'est plus vraiment en mesure de concurrencer sérieusement le 707. Sa section de fuselage ne permet d'asseoir que cinq passagers de front et sa capacité est maintenant trop petite pour la grande majorité des lignes long-courrier dans un marché en pleine explosion. De plus, certains points de sa conception sont déjà obsolètes. Seuls 74 Comet 4 sont produits, le dernier étant livré en 1963.
Les long-courriers à turbopropulseurs Bristol Britannia et Vickers Vanguard, tous deux britanniques, très récents, deviennent brutalement obsolètes avec l'arrivée du 707, bien plus rapide. Ces deux appareils sont des échecs commerciaux, avec 83 et 43 ventes respectivement. Lockheed, de son côté, développe à l'aube des années 1950 le L-193 Constellation II, un avion un peu plus petit que le 707, mais ce projet est abandonné. Lockheed renonce ainsi à la place enviée qu'il avait occupée sur le marché des long-courriers avec le Constellation.
Le principal concurrent du 707 est le Douglas DC-8, un avion aux dimensions et aux caractéristiques très similaires, utilisant d'ailleurs les mêmes moteurs (JT3D notamment). Un total de 556 exemplaires sont produits de 1958 à 1972. Le Convair 880 veut être le troisième concurrent dans cette course. Inférieur en capacité et en autonomie au 707 et au DC-8 (et donc plutôt en concurrence directe avec le Boeing 720), il se veut plus haut de gamme, plus rapide et plus confortable. Ce positionnement ne séduit pas les compagnies aériennes, et l'avion de Convair est un échec retentissant, avec seulement 65 ventes, occasionnant pour son constructeur des pertes financières énormes. Le Vickers VC10, un des appareils les plus sophistiqués de l'époque, représente un autre échec : d'une capacité légèrement plus petite que le 707, il se voulait plus adapté aux terrains peu aménagés et aux climats chauds, il avait été conçu particulièrement pour la desserte des colonies britanniques en Afrique. Il connait un échec aussi cinglant que l'avion de Convair, avec seulement 55 ventes
L'Iliouchine Il-62 soviétique, qui fait son premier vol en 1963, est un appareil de capacité analogue à celle du 707, mais ressemblant au VC10 par sa configuration. Produit à 280 exemplaires, cet avion connaît une carrière plus qu'honorable, mais il ne concurrence pas réellement le 707 dans la mesure où il se vend presque exclusivement dans les pays du bloc de l'Est. En Chine, le Shanghai Y-10 effectue son premier vol en 1980 ; il s'agit pour l'essentiel d'une copie du 707, mais il n'est pas produit en série.
Le graphique qui aurait dû être présenté ici ne peut pas être affiché car il utilise l'ancienne extension Graph, désactivée pour des questions de sécurité. Des indications pour créer un nouveau graphique avec la nouvelle extension Chart sont disponibles ici.

### Avion gouvernemental
Le 707 est largement utilisé comme avion de transport des chefs d'État. Aux États-Unis, le premier 707 présidentiel, désigné VC-137C SAM 26000, est acheté en 1962 par l'administration Kennedy. Il s'agit d'un 707-320B doté d'un aménagement intérieur, d'équipements de télécommunication et d'une livrée spécifique. Un deuxième avion, VC-137C SAM 27000, le rejoint en 1972. Ces avions jouent le rôle de Air Force One pour tous les présidents jusqu'en 2001, date où SAM 27000 transporte pour la dernière fois le président George W. Bush.
Les États-Unis ne sont pas le seul pays où des 707 occupent cette fonction. Le shah d'Iran Mohammad Reza Pahlavi fait l'acquisition d'un 707-320C neuf, luxueusement aménagé, qui est livré en 1978. C'est à bord de cet appareil, appelé Shahin (en persan : شاهین, faucon) qu'il quitte définitivement le pays l'année suivante après la Révolution iranienne. La Roumanie acquiert quatre 707 en 1974 (rare exemple de vente d'un avion américain au-delà du rideau de fer), dont l'un sert d'avion présidentiel à Nicolae Ceaușescu. En Espagne, un 707 est utilisé pour les déplacements du roi et du premier ministre, jusqu'à être remplacé par un Airbus A310 acheté en l'an 2000. Le gouvernement de la République démocratique du Congo possède depuis 1999 un 707-138B (ex-Qantas), immatriculé 9Q-CLK.

### Fin de carrière

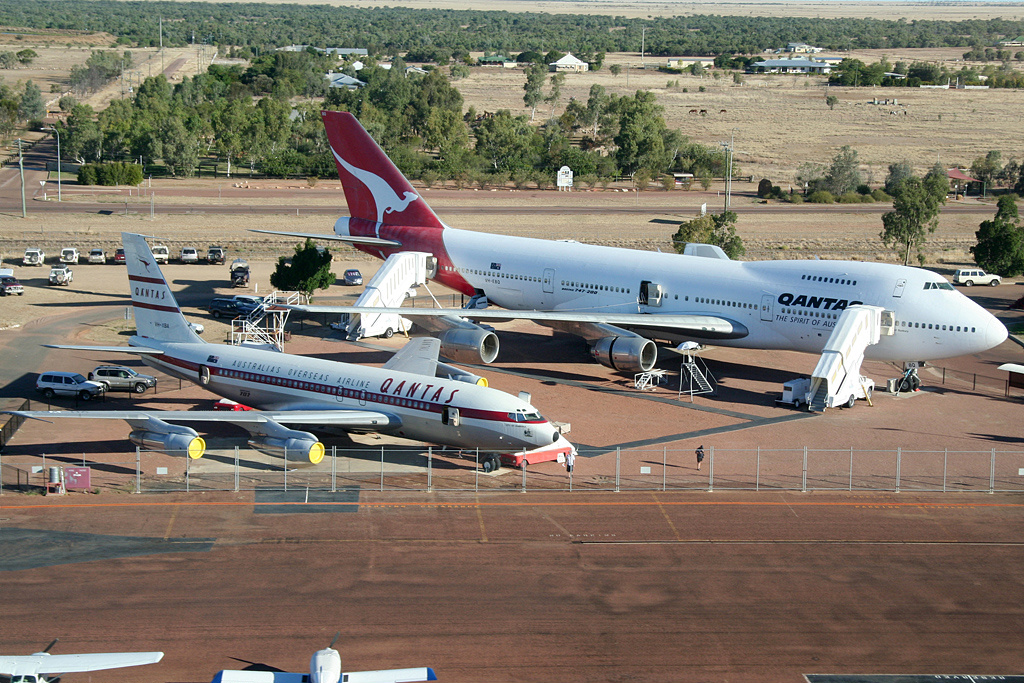
Comparaison de taille : 707 et 747.

Vers 1970, les premiers avions à double couloir font leur apparition : Boeing 747 (premier vol en 1969), McDonnell Douglas DC-10 (1970), Lockheed L-1011 TriStar (1970), Airbus A300 (1972). Ces nouveaux avions dominent rapidement les lignes les plus importantes, et le 707 devient trop petit pour les assurer, victime de la croissance du trafic à laquelle il a contribué. Les appareils à double couloir sont plus rentables à exploiter, notamment en raison d'une consommation de carburant par siège plus basse, et plus confortables. Les commandes de 707 pour les compagnies aériennes se tarissent au cours des années 1970. Le tout dernier exemplaire vendu neuf à une compagnie aérienne, à savoir Nigeria Airways, est livré en 1977.
Cependant, la production des versions militaires du 707 continue jusqu'au début des années 1990. Les avions existants sont peu à peu abandonnés par les compagnies aériennes majeures. À titre d'exemple, le dernier vol d'un 707 aux couleurs d'Air France a lieu en octobre 1982, sur la ligne Paris-Tunis. À l'inverse des KC-135 et des versions militaires de 707 (volant beaucoup moins d'heures par an), les 707 civils n'ont pas, en règle générale, une carrière très longue : en effet, 50 % des appareils sont mis à la retraite moins de 17 ans après leur premier vol, et 80 % avant 27 ans. Cela s'explique par les coûts de maintenance élevés de ces quadriréacteurs, et par l'arrivée de normes plus sévères sur le niveau de bruit des avions, leur interdisant l'accès à de nombreux aéroports. Contrairement au DC-8, le 707 n'a pas bénéficié d'un grand programme de modernisation le rendant conforme à ces normes.
Les 707 sont graduellement repris par des compagnies aériennes d'importance moindre, souvent pour des vols charters, ou convertis en cargo. Quelques entreprises, notamment Israel Aerospace Industries, se font une spécialité de procéder à cette conversion. Quelques-uns deviennent des avions privés. Le plus célèbre est sans doute l'appareil de John Travolta : il s'agit d'un 707-138B construit en 1964, ayant appartenu à Qantas puis Braniff. L'acteur américain en fait l'acquisition en 1998 et le fait réimmatriculer N707JT. Pilote diplômé, Travolta pilote lui-même cet avion. Il s'en sépare en 2017 pour le donner à un musée australien.
Dans les années 1980 et 1990, les 707 sont massivement retirés du service. Quelques-uns trouvent leur place dans des musées, mais la grande majorité sont remisés ou ferraillés. L'US Air Force rachète de nombreux moteurs JT3D qui ne sont pas arrivés à la fin de leur potentiel d'heures de vol, et les utilise pour remotoriser une partie du parc de KC-135 qui utilisait encore des moteurs à simple flux. Pour cette opération, les pylônes moteurs des 707 sont aussi repris. De façon générale, nombre de composants sont prélevés sur les 707 réformés au profit des parcs militaires de 707 et de KC-135.

### Utilisation dans le cadre de recherches et d'essais en vol

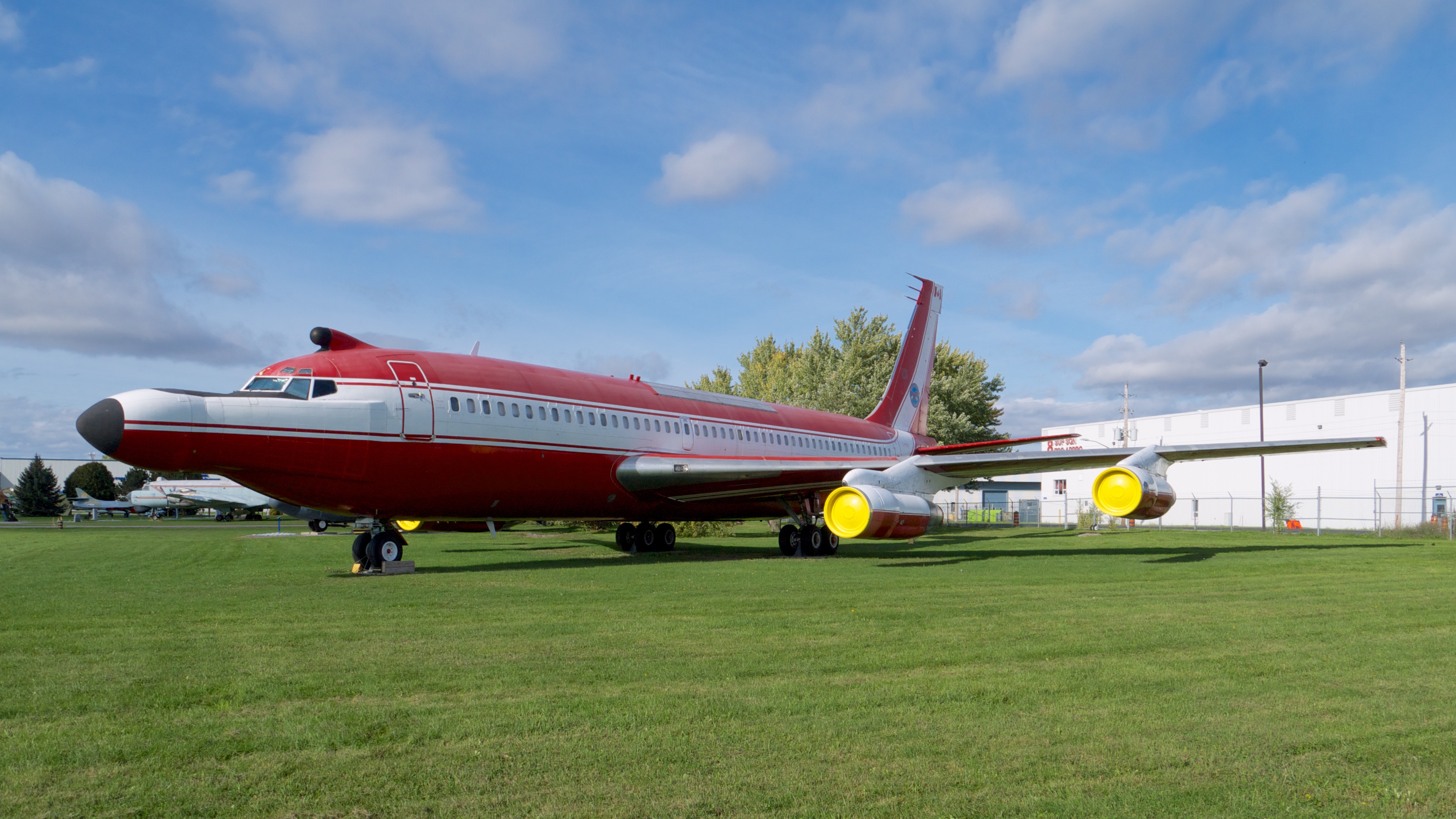
C-FETB, ancien banc d'essai volant de Pratt & Whitney Canada.

De 1988 à 2020, le laboratoire Lincoln, unité de recherche conjointe du Massachusetts Institute of Technology et du département de la Défense, utilise un 707 acheté d'occasion comme avion de test pour des équipements embarqués (radar, télécommunications, capteurs, etc). Un 707-321 immatriculé G-AYXR, initialement construit pour la Pan Am (et passé entre-temps entre les mains de plusieurs compagnies), est repris en 1983 par General Electric pour devenir un banc d'essai volant. Utilisé jusque vers 1990, cet avion sert notamment aux essais en vol des versions successives du réacteur CFM-56.
Pratt & Whitney Canada utilise de son côté un Boeing 720 racheté en 1986 dans ce même rôle de banc d'essai volant. Cet appareil, immatriculé C-FETB, a servi aux essais en vol de moteurs des familles PW300, PW500 et V2500. Il sert aussi à tester des turbopropulseurs, installés dans son nez spécialement adapté, rallongé, qui lui vaut le surnom de « Pinocchio ». Mis à la retraite en 2012, il rejoint le musée national de la force aérienne du Canada, effectuant le tout dernier vol d'un 720,.

### Accidents et incidents
La flotte de 707 (et 720) civils a connu un total de 153 accidents occasionnant la perte d'un appareil, dont 74 ont tué au moins une personne. Rapporté au nombre de vols effectués par ces avions, cela correspond à un taux de 8,84 pertes d'appareil par million de vols, dont 4,28 accidents mortels. C'est un taux d'accident typique des jets de la première génération, mais extrêmement élevé comparé aux avions de la génération suivante : pour le 747 par exemple, les taux sont huit fois moins élevés. Si l'on ajoute les accidents survenus à des avions militaires et les avions détruits au sol (par exemple lors d'incendies), un total de 175 Boeing 707 et 23 Boeing 720 ont été détruits,.
Le plus meurtrier des accidents survenus à un 707 est la catastrophe aérienne d'Agadir, en 1975 : il s'agit d'un avion jordanien, affrété par Royal Air Maroc pour une liaison entre Paris et Agadir, transportant principalement des travailleurs marocains pour les vacances estivales, qui a percuté une montagne. Cet accident fait 188 morts. Le tout dernier 707 en service civil régulier, un avion iranien, s'écrase en 2019 pendant un vol cargo.

## Postérité

### Influence sur les avions suivants
Le 707 inaugure la désignation de type « 7x7 » reprise ultérieurement chez Boeing. Le premier de ses héritiers est le Boeing 727, programme lancé dès 1956. Cet avion, avec une capacité et une autonomie sensiblement inférieure au 707, vise à combler un segment de marché inoccupé jusque-là dans la première génération d'avions de ligne à réaction, entre les long-courrier (707 et DC-8), et les petits avions régionaux (Caravelle et DC-9). Il possède trois réacteurs montés à l'arrière (c'est le seul avion de Boeing à utiliser cette disposition). Il s'appuie cependant largement sur l'héritage technique du 707, notamment parce qu'il lui emprunte sa section de fuselage. Le 727 est un immense succès commercial, avec 1 832 exemplaires produits.
Le Boeing 737 est issu d'un projet lancé en 1964. Avec cet avion, Boeing entre sur le marché des court-courrier à réacteur, un peu en retard par rapport à Sud-Aviation (Caravelle), Douglas (DC-9) et British Aircraft Corportation (1-11), tout en réalisant un avion légèrement plus gros. Comme le 727, il a un fuselage basé sur celui du 707, mais raccourci.
Le Boeing 757 est conçu comme successeur du 727. Cet avion vole en 1982. Il reprend une nouvelle fois la structure de fuselage du 707. De ces trois avions, le 737 a la carrière la plus longue, connaissant de nombreuses mises à jour, avec quatre générations majeures déclinées chacune en plusieurs longueurs de fuselage. La capacité des nouvelles versions du 737 est tellement accrue qu'il finit par reprendre une grande partie du segment de marché du 727. La version la plus longue du 737 MAX, le MAX10, fait presque la même longueur que le 707-120.
| 727 à l'atterrissage. Il n'a pas de moteurs sous les ailes, ils sont montés à l'arrière. Il y a deux moteurs à l'arrière du fuselage, de part et d'autres. Le moteur central est dans la queue, alimenté par un entrée d'air sur le dos. L'avion est plus petit que le 707. |
| Boeing 727-200 |

| 737-100. l'avion a un fuselage très court, ce qui lui donne un aspect "trapu". deux moteurs sous les ailes, qui ressemblent à de long tubes. |
| Boeing 737-100 (première génération) |

| 757. L'avion n'a que deux moteurs, de grand diamètre. Pour le reste, il ressemble beaucoup au 707. |
| Boeing 757                                                                                         |

| 737 de quatrième génération. L'avion a été allongé plusieurs fois. Les moteurs, très grands, sont placés en avant des ailes. |
| Boeing 737 Max 8 (quatrième génération)                                                                                      |

| Comparaison des parties avant des 707, 727, 737, 757, la forme du nez est pratiquement identique |
| Le dessin du nez du 707 a été presque repris à l'identique.                                      |

### Reconnaissance de son importance historique

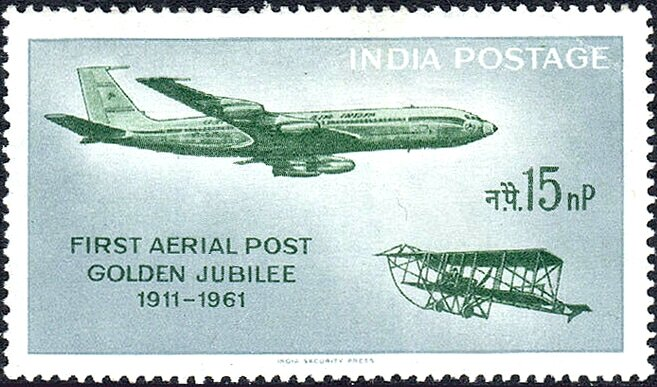
Sur un timbre indien.

En 2008, le magazine du Smithsonian Institution désigne le prototype Dash 80 comme faisant partie des 16 avions qui ont le plus influencé l'évolution de la construction aéronautique. En effet, le schéma général (aile basse en flèche, réacteurs montés dans des nacelles sous les ailes, fuselage presque cylindrique, train tricycle, etc) du Boeing 707 est devenu celui de pratiquement tous les avions de ligne produits depuis. En 2002, le vice-président de Boeing, en présentant le projet Sonic Cruiser (abandonné ensuite), le décrit comme « une nouvelle catégorie d'avions, alors que tous les avions produits depuis 50 ans ne font qu'améliorer la conception du 707 ».

### Dans la culture
- À la fin du long métrage Le cave se rebiffe réalisé en 1961 par Gilles Grangier, Maurice Biraud et Jean Gabin s'envolent à bord du Boeing 707 aux couleurs d'Air France[153] immatriculé F-BHSA[154] nommé Château de Versailles[155]. Ce dernier sera endommagé le 27 juillet 1961 dans un accident au décollage depuis l'aéroport de Hambourg pour une raison connue : blocage du train avant à cause de l'inversion d'une bague lors de la dernière révision[156], l'accident comptant 10 blessés[157],[158],[159].
- Au début de l'album de bande dessinée Vol 714 pour Sydney, Tintin, Milou et le capitaine Haddock atterrissent à Jakarta dans un Boeing 707 de la compagnie australienne Qantas. Ils arrivent également au San Theodoros à bord d'un 707 dans l'album Tintin et les Picaros.
- Les avions visibles dans le film Airport sont des Boeing 707. Ce film est d'ailleurs une sorte de monument érigé à la gloire de cet avion, le personnage de Joe Patroni (George Kennedy) louant ses mérites dans de nombreuses répliques.

### Exemplaires exposés
De nombreux 707 et 720 ont été conservés pour exposition.
Avions complets :
- le prototype Dash 80 est exposé, depuis 1972, dans l'annexe du National Air and Space Museum, le Centre Steven F. Udvar-Hazy[160] ;
- l'Israel Air Force Museum, près de Beer-Sheva, expose un 707 utilisé pendant le raid d'Entebbe en 1976[161] ;
- le Qantas Founders Outback Museum, à Longreach, expose un 707-138B, qui fait partie des premiers commandés par la compagnie australienne[162] ;
- au Museum of Flight, près de Seattle, se trouve le 707-153 SAM970, un ancien Air Force One[163] ;
- un autre ancien Air Force One, de type VC-137C, est visible au National Museum of the United States Air Force, dans l'Ohio[127] ;
- le Pima Air and Space Museum dans l'Arizona expose aussi un VC-137B[164] ;
- la Bibliothèque présidentielle Ronald-Reagan expose également un ancien Air Force One[165] ;
- un ancien 707 de la Pan Am est conservé en Iran, et sert de restaurant, à proximité de l'aéroport de Téhéran-Mehrabad[166] ;
- le Musée national de l'aéronautique et de l'espace, à Santiago, expose l'un des 707 qu'a utilisé l'armée de l'air chilienne[167] ;
- un Boeing 720, ancien banc d'essai volant de Pratt & Whitney Canada, au musée national de la Force aérienne du Canada (en)[141].

Avions incomplets :
- le National Museum of Flight écossais, près de Athelstaneford, expose la moitié avant du fuselage d'un ancien 707-436 de la BOAC[168] ;
- au musée de la Force aérienne sud-africaine se trouve la partie avant du fuselage d'un 707 qui a appartenu à Air France, avant d'être racheté par l'Afrique du Sud qui l'a utilisé comme ravitailleur[169] ;
- le South African Airways Museum Society, à Germiston, expose l'avant d'un autre avion (même série que le précédent)[169] ;
- le Cradle of Aviation Museum (en), dans l'état de New York, expose un cockpit[170] ;
- le cockpit d'un ancien 707 de la Sabena est visible au musée royal de l'Armée et de l'Histoire militaire, à Bruxelles[171].